# Système éducatif en France
Le système éducatif en France est principalement dirigé par le ministère de l'Éducation nationale et de la Jeunesse et le ministère de l'Enseignement supérieur et de la Recherche.
Depuis la loi pour une école de la confiance (aussi dite « réforme Blanquer ») de 2019, l'instruction est obligatoire en France de trois à seize ans, et la formation obligatoire de seize à dix-huit ans. Il peut dans ce cas s'agir d'une scolarisation, d'un apprentissage, d'une insertion professionnelle ou encore d'un service civique,. Ce système est divisé en trois grandes étapes successives : l'enseignement primaire (école maternelle et école élémentaire), l'enseignement secondaire (collège, lycées et certaines formations spécifiques) et l'enseignement supérieur (université, grandes écoles, formations spécifiques, etc.). Il existe environ 60 000 établissements scolaires. Les établissements privés représentent 17 % des élèves, dont 97 % sont sous contrat. Il est aussi possible de demander à ce qu'un enfant soit instruit en famille, pour un des motifs suivants : itinérance de la famille en France, pratique intensive sportive ou artistique, état de santé ou handicap de l'enfant, situation propre à l'enfant motivant un projet éducatif. Dans ce cas, un dossier de demande d'autorisation doit être déposé auprès de l'académie, qui donne une réponse motivée.
Les effectifs d'élèves et d'étudiants dépassent les 15 millions. Ainsi, environ un quart de la population française suit des études. En 2019, le coût de l'éducation représente 6,6 % du PIB de la France (7,6 % en 1995). Avec une part de 3,7 % de dépenses d’éducation primaires et secondaires dans le PIB, la France se situe au-dessus de la moyenne des pays de l’OCDE (3,4 %). Le coût annuel pour l'État d'un élève est en moyenne de 8 920 €, mais varie fortement selon le niveau d'étude. Pour un élève de primaire, il est de 7 000 €, contre plus de 11 530 € pour un étudiant en études supérieures.
Selon le Programme international pour le suivi des acquis des élèves (PISA), qui compare aussi des systèmes éducatifs dans le monde, les résultats du système éducatif français sont dans la moyenne de ceux des États membres de l'OCDE. En 2018, le score de compétences à l'écrit est de 480, contre 472 en moyenne pour les pays de l'OCDE. Il est de 495 pour les compétences en mathématiques contre 489 en moyenne pour les pays de l'OCDE.
L'origine sociale des élèves influe sur leurs résultats scolaires. Ces inégalités peuvent également affecter le développement socio-émotionnel des élèves, ce qui joue un rôle plus que important dans la réussite scolaire. En CE2, les élèves issus du quart le plus pauvre obtiennent en 2019 une note moyenne de 57 sur 100 en français et 58 en mathématiques, contre respectivement 87 et 85 pour le quart issu des milieux les plus privilégiés. Les inégalités s'accentuent après le collège avec un taux d’accès en seconde générale ou technologique (en lycée) deux fois plus élevé pour les élèves issus de milieux favorisés que pour les autres. Dans l'enseignement supérieur, les enfants de cadres supérieurs sont 2,9 fois plus nombreux parmi les étudiants que ceux issus de la classe ouvrière.

## Présentation
Comparativement à d'autres systèmes éducatifs, celui de la France a une organisation et un financement caractérisés par un État fortement présent. Les principes fondamentaux de l'enseignement sont inscrits dans la loi française, de même que les programmes scolaires. Le système éducatif lui-même est centralisé, avec à sa tête le ministère de l'Éducation nationale (hors études supérieures). Cette centralisation connaît toutefois depuis les années 1980 une évolution avec une décentralisation de certains aspects vers les collectivités territoriales.
Parmi les grands principes du système éducatif français, se trouvent l'instruction obligatoire, mais aussi la gratuité, la laïcité et la neutralité en ce qui concerne l'enseignement public, ainsi que la liberté d'organiser et de dispenser un enseignement,. L'éducation est un droit. Le principe de gratuité concerne l'enseignement primaire public à partir de 1881, puis l'enseignement secondaire à partir de 1933. L'enseignement aujourd'hui est gratuit dans les écoles et établissements publics. La neutralité philosophique et politique est la règle aussi bien pour les enseignants que pour les élèves dans l'enseignement public. L'instruction est obligatoire depuis 1882. Les bornes d'âge pour cette obligation ont évolué au fil des décennies en s'élargissant. Cette obligation d'instruction peut être assurée soit avec la scolarisation de l'enfant dans un établissement d'enseignement public ou privé, soit en assurant l'instruction au sein de la famille,. Depuis 1886, l'enseignement public en France est laïque. La loi instaurant la laïcité de l’État dans ce pays en 1905 a renforcé ce principe de laïcité. Dans ce système éducatif, la langue officielle est le français. En matière de diplômes et grades universitaires, seuls ceux délivrés ou reconnus par l’État ont une valeur officielle.
La France a un système éducatif public, qu'elle finance, ainsi que des établissements privés. Parmi ces derniers, ceux privés sous contrat avec l’État sont subventionnés par celui-ci. Seuls 3 % des élèves de l'éducation privée ne sont pas dans un établissement sous contrat. Les établissements privés et l'instruction dans la famille sont assujettis au contrôle de l’État.
Ce système éducatif concerne les élèves à partir de 3 ans. En effet, la France comporte une école maternelle, pour les enfants entre 3 et 6 ans. Depuis la rentrée scolaire 2019, l'instruction est obligatoire pour les enfants à partir de 3 ans et ce jusqu'à 16 ans. Elle était auparavant obligatoire à partir de 6 ans, mais le taux de scolarisation des enfants à trois ans était de 97 %, avec des différences selon les territoires, les milieux sociaux et dans l'assiduité en classe des élèves. Les enfants entrent à l'école élémentaire à 6 ans, puis dans un collège unique de 11 à 15 ans. La fin du collège est marquée par des choix d'orientation, qui mènent, de manière générale, soit au lycée d'enseignement général et technologique, soit au lycée professionnel. Le lycée dure en général trois ans pour un élève. S'il réussit les examens de fin de lycée, il obtient le diplôme national du baccalauréat — décliné en bac général, technologique ou professionnel. Le baccalauréat en France est délivré par l’État. Ce diplôme est une condition pour pouvoir accéder aux études supérieures. Il existe toutefois pour les personnes ayant interrompu leurs études avant ou sans avoir obtenu le baccalauréat un diplôme d'accès aux études universitaires (DAEU). Entre 16 et 18 ans, la formation est obligatoire (depuis 2018). Celle-ci correspond au fait de poursuivre sa scolarité dans un établissement public ou privé, d'être en apprentissage, en parcours d'accompagnement ou d'insertion sociale et professionnelle, en service civique, ou bien d'être employé.
En France, l'enseignement supérieur comporte deux grands systèmes. Le plus représenté est celui des universités, ainsi que de l'ensemble des autres secteurs d'enseignement supérieur, dont les classes préparatoires aux grandes écoles et les grandes écoles. Il existe également un système d'enseignement post-secondaire non supérieur. Ce dernier concerne seulement une petite part de diplômés (moins de 10 000 pour l'année 2014).

## Histoire
Selon Vincent Troger et Jean-Claude Ruano-Borbalan en 2012, dans l'ouvrage Histoire du système éducatif :

« Les modèles scolaires aujourd’hui dominants ont commencé à se construire au XIIe siècle pour l’université et au XVe siècle pour les enseignements primaire et secondaire. Ils ont cependant été élaborés en référence explicite à l’héritage gréco-latin »

### L'instruction publique
Au XIXe siècle, plusieurs institutions éducatives existent : les familles, les églises, l'école, le monde du travail.
Dès 1789 et la Révolution française, l'idée que l’État doit organiser l'enseignement est avancée, au nom de l’idée de progrès. Toutefois, émerge surtout l'idée d'un réseau permettant d'instruire chaque classe sociale. Des établissements secondaires et supérieurs sont, par ailleurs, créés. Dans un célèbre discours posthume, prononcé par Robespierre à la Convention le 13 juillet 1793, le député Louis-Michel Lepeletier de Saint-Fargeau, proche du groupe politique des Montagnards, défend un monopole d’État sur l’instruction du premier degré, financé par tous, et la progressivité de l’impôt. Estimant que la collectivité tout entière retirerait profit de l’instruction de la population, il estime fondé en justice d’exiger des contributions inégales :

« Le pauvre met très peu, le riche met beaucoup ; mais lorsque le dépôt est formé, il se partage ensuite également entre tous ; chacun en retire même avantage, l’éducation de ses enfants »

Le sociologue François Dubet souligne en 2007 que « l’école républicaine a été portée par un projet moral de libération et d’installation d’un nouvel ordre social ». Toutefois, filles et garçons ne sont pas considérés de la même façon dans la société, et c'est surtout l'instruction des garçons qui est mise en avant.
Au cours du XIXe siècle et au début du siècle suivant, la catégorie sociale de départ de l'élève le fait entrer dans des parcours scolaires différents. S'il est issu des classes les moins favorisées, lorsqu'il accédera à une école, ce sera celle voulant transmettre les valeurs de « la raison, du progrès, de la République et de la nation ». S'il est issu des milieux les plus favorisés et de la bourgeoisie, il accède aux « humanités classiques »,.
Sous l'Empire (entre 1804 et 1815), l'insuffisance du réseau pour la formation des cadres nécessaires à l’État apparaît, ce qui mène à la fondation de l'Université impériale et, ainsi, un système avec une administration scolaire centralisée. Lors de la Restauration monarchique (entre 1814 et 1830), l'organisation de l'université impériale, considérée comme trop indépendante du chef de l’État et des institutions religieuses, est revue dès 1815 et durant les années suivantes. En juin 1822, le prélat catholique Denis Frayssinous est nommé ministre des Affaires ecclésiastiques et de l'Instruction publique. C'est en 1828 (ou 1824) que l'instruction publique a un ministère dédié.
La loi Guizot du 28 juin 1833 instaure la création d'écoles communales dans certaines conditions,. Ces écoles concernent la scolarité des garçons et non celle des filles. Chaque département est aussi doté d'une école normale d'instituteurs. Trois ans plus tard, cette loi connaît une extension en faveur de l'instruction des filles. 1867 voit notamment les communes de plus de 500 habitants tenues d'ouvrir des écoles de filles.
En raison des enjeux politiques, économiques, sociaux, idéologiques et culturels posés par l'enseignement en France, l'histoire du système éducatif français est caractérisée par l'alternance d'évolutions lentes et progressives avec des changements plus brutaux. Historiquement, l'une des plus marquantes et connues de ces réformes est celle intervenue à la suite de la mise en application des lois Jules Ferry en 1881 et 1882, qui affirment l'obligation de l'instruction (entre 7 et 13 ans), ainsi que la gratuité et la laïcité de l'enseignement public. En revanche, les lycées sont payants et restent donc réservés aux enfants de la bourgeoisie. En 1894, l'année scolaire comporte six semaines de vacances d'été et une semaine à Pâques, les semaines de classe sont de 30 heures réparties sur cinq jours.
Les filles ont accès à l'enseignement secondaire à partir de 1880 avec la loi Camille Sée. Cet enseignement est procuré dans les lycées et collèges de jeunes filles, mais les programmes sont spécifiques et le diplôme de fin d'études secondaires ne leur permet pas d'entrer à l'université. C'est à partir de 1924 que les contenus, la durée, les horaires des enseignements et le baccalauréat sont identiques pour les filles et les garçons, donnant accès aux jeunes filles à l'université.
Pendant plusieurs décennies, l'enseignement en France est scindé en deux systèmes parallèles. L'un est nommé « enseignement primaire », l'autre « enseignement secondaire », mais ces appellations ne correspondent pas aux appellations d'aujourd'hui. En ce qui concerne le baccalauréat, il n'est envisageable, envisagé, atteint et acquis que par peu d'élèves, et le taux de titulaires de celui-ci est de 2 % dans les années 1900 et 6 % en 1950.

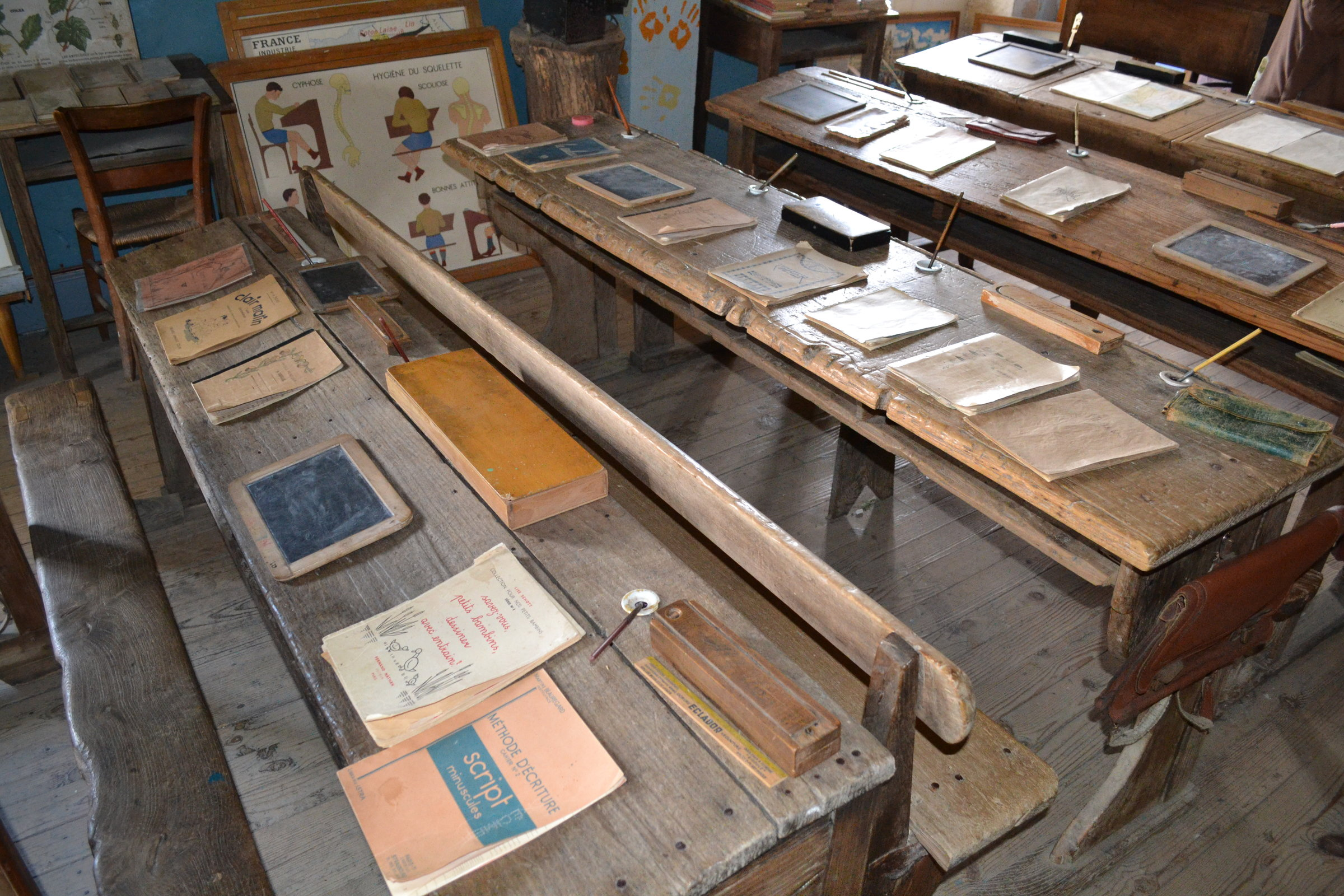
Ancienne salle de classe. Collection du Musée éclaté (Cardaillac).

### L'éducation nationale
En 1932, l'instruction publique prend le nom d'« éducation nationale ». Le ministre Anatole de Monzie indique alors « qu'elle est synonyme d'égalité scolaire et de développement de la gratuité et que, en somme, qui dit éducation nationale dit tronc commun ». Sous le régime de Vichy, l'expression « instruction publique » revient un temps, jusqu'au 23 février 1941, puis c'est de nouveau l'« éducation nationale ». Au cours des décennies ultérieures, différentes attributions sont parfois ajoutées au ministère de l'Éducation, par exemple la Jeunesse et les Sports, l'Enseignement supérieur, ou la Recherche.
La durée de l'année scolaire et le nombre d'heures de classe connaissent plusieurs diminutions au cours du XXe siècle, en 1922, 1936, 1938, 1969 et 1989. Les années 1970 sont marquées par la vulgarisation des connaissances scientifiques concernant les rythmes de l'enfant et, pour les plus jeunes, auxquels les rythmes en place ne conviennent pas suffisamment, différentes propositions d'aménagement de l'année et de la semaine scolaire. Dans l'enseignement primaire, l'année scolaire 1969-1970 est notamment marquée par la suppression du samedi après-midi de classe et une semaine scolaire qui passe de 30 heures à 27 heures. Les maîtresses et maîtres d'école disposent alors du samedi après-midi pour leur perfectionnement pédagogique. D'autres changements ont lieu dans les façons d'enseigner et les horaires consacrés aux différentes catégories de disciplines. En 1972, le jour sans classe du milieu de semaine, auparavant le jeudi, devient le mercredi. 1989 voit les élèves de primaire passer à 26 heures par semaine de classe. Différentes modulations du placement des vacances scolaires et de la durée des vacances d'automne interviennent dans les années 1980 et 1990.
À partir de 1974, l'enseignement supérieur est distingué du reste du système éducatif, d'abord avec un secrétariat d’État, puis avec un ministère dédié. Cette distinction est globalement maintenue et subit différents changements de noms et statuts durant les décennies suivantes.
Dans les années 1950, l'école élémentaire permet l'accès à trois filières aux objectifs différents, pour les élèves qui ont la possibilité d'y aller. L'enseignement primaire supérieur est accessible après le certificat d'études, il dure 4 ans, de la classe de sixième à celle de troisième. L'enseignement en lycée, va de la classe de sixième à celle de terminale. Enfin, les centres d'apprentissage permettent l'apprentissage continu. En 1959, alors que les besoins économiques de la société française nécessitent des formations différentes de ce qui était fait jusque-là, la scolarité devient obligatoire jusqu'à 16 ans au lieu de 14 auparavant (depuis 1936). Le système éducatif est réorganisé par la loi Berthoin,,. Les collèges d'enseignement général (CEG) remplacent les cours complémentaires de l'enseignement primaire supérieur, les collèges d'enseignement technique (CET) remplacent les centres d'apprentissage, les classes de sixième et cinquième constituent le cycle d'observation, qui mène ensuite à les orienter selon leur réussite scolaire. En 1963, de nouvelles modifications de ce système mettent en place les collèges d'enseignement secondaire (CES),.
Le collège pour tous (collège unique) est mis en place en juillet 1975 par la loi Haby, dans une volonté de démocratisation de l'enseignement. Il n'y a plus de distinction entre les collèges et la scolarité n'est plus organisée selon des filières. Dans les classes, il y a une hétérogénéité en termes de niveaux scolaires et d'origines sociales, et sont mis en place des dispositifs de soutien ou d'approfondissement. En termes de diplômes, le brevet d'études du premier cycle du second degré (BEPC) est remplacé par le brevet des collèges. Cette loi est mise en œuvre à partir de 1977. Par la suite, des aménagements et modifications sont enclenchés pour répondre à certains enjeux et problèmes de ce nouveau système. Toutefois, le sociologue François Dubet souligne en 2007 à propos des évolutions de ce système éducatif :

« Les promesses égalitaires de la massification n’ont pas été tenues ; elles ont simplement transformé le mécanisme de formation des inégalités : au règne des inégalités sociales commandant la structure même du système en excluant précocement des compétiteurs s’est substitué un marché plus ou moins secret dont bénéficient les mieux pourvus et les mieux informés »

En 1981, la politique de l'éducation prioritaire voit le jour en France. Dès 1982, les zones d'éducation prioritaire (ZEP) sont créées.
À partir des années 1980, la France compte parmi ses objectifs celui de faire accéder 80 % d'une classe d'âge jusqu'au diplôme du baccalauréat, qui marque la fin des études en lycée. En 1989, le certificat d'études primaires, qui existe depuis de longues décennies, est supprimé. 1991 voit la fin de l'orientation précoce en fin de cinquième vers un cycle professionnel court pour certains élèves, puis 1998 voit la fin des classes de quatrième et troisième technologiques. En 1999, l'éducation prioritaire connaît des changements, dont une redéfinition de sa carte et la création du réseau d'éducation prioritaire (REP). Plusieurs réformes ont lieu ultérieurement.
En 2005, apparaît le socle commun de connaissances et compétences (SCCC) qui doit être maîtrisé par chaque élève à la fin de la période de scolarité obligatoire (alors à 16 ans), remplacé en 2015 et une réforme du collège par le Socle commun de connaissances, de compétences et de culture (SCCCC).
Le sociologue Pierre Merle analyse en 2012 le système éducatif français du début du XXIe siècle comme « marqué par une concurrence interindividuelle croissante et de nouvelles formes de ségrégation scolaire ».
De mars à mai 2020, a lieu en France une période de confinement en raison de la pandémie de covid-19 et ce confinement concerne aussi les écoles et les élèves. La Direction de l'évaluation, de la prospective et de la performance (DEPP) la qualifie en 2022 d'« événement unique dans l’histoire de l’école de [la France] ».
Une réforme du baccalauréat général et technologique et du lycée a lieu en 2021. Cette réforme est prévue dès 2018, toutefois dès sa mise en place, la pandémie de covid-19 et les mesures liées ont engendré des mesures particulières dans certaines situations, et d'autres modifications sont intervenues, ainsi que des organisations transitoires,. La réforme du lycée est mise en place en 2019 et voit la fin des séries générales scientifique, littéraire et économie et social, tandis que les séries technologiques restent inchangées. Les lycéens ont alors le choix parmi des enseignements de spécialité (trois en classe de première, puis deux en terminale). La nouvelle organisation du diplôme, mise en place en 2021, comporte 40 % de contrôle continu (notes obtenues au cours de l'année scolaire) et 60 % de contrôle terminal (notes obtenues lors des épreuves d'examen). Les examens terminaux comportent des épreuves anticipées de français qui se déroulent à la fin de l'année scolaire de première (ce qui avait déjà lieu précédemment), deux épreuves de spécialité en terminale (initialement prévues durant le printemps), une épreuve de philosophie et un « grand oral » qui ont lieu en fin de terminale. Les coefficients des épreuves sont différents entre les voies générale ou technologique.

## Organisation générale

### Année scolaire, vacances, semaine et journée de classe
L'année scolaire en France métropolitaine commence début septembre et se termine au début du mois de juillet. Le calendrier scolaire national peut être modifié en ce qui concerne la Corse, les départements d'outre mer et les collectivités d'outre mer par leurs recteurs, vice-recteurs et chefs de services de l'Éducation nationale, au moyen d'un arrêté et pour une durée de trois ans.
L'année scolaire française compte 36 semaines de classe, entrecoupées de périodes de vacances scolaires. Ces dernières ont lieu pendant l'automne, durant la période des fêtes de fin d'année civile, vers février et mars et vers avril et mai. Les vacances d'été, entre juillet et août, sont souvent appelées « grandes vacances ». Pour la France métropolitaine, un système de zones (A, B et C) regroupant chacune certaines académies permet des décalages de dates de vacances pour les vacances d'hiver et de printemps.
En ce qui concerne la semaine de classe, dans le primaire, différentes réformes des rythmes scolaires ont eu lieu au fil des dernières décennies. En 2008, la semaine scolaire passe de 26 heures de classe sur quatre jours et demi (lundi, mardi, jeudi, vendredi et samedi matin) à 24 heures sur quatre jours. À partir de la rentrée scolaire 2013 (ou la suivante pour les communes ayant demandé une dérogation), est mise en place une semaine comptant quatre jours et demi d'école, du lundi au vendredi, le mercredi matin (ou, sur dérogation, le samedi matin) formant la demi-journée de classe. Des temps d'activités périscolaires sont également mis en place. Les élèves de primaire ont 24 heures d'enseignement en classe par semaine, auxquelles s'ajoutent pour certains des activités pédagogiques complémentaires (APC). En 2017 puis 2018, cette organisation connaît un assouplissement et certaines écoles redistribuent les 24 heures et les APC sur quatre jours de classe par semaine,. Quant à la durée de la journée de classe en primaire en France, elle est en 2004 la plus longue des pays européens.

### Financement et prérogatives
En France, l'organisation et la gestion de l'enseignement sont confiées au ministère de l'Éducation nationale et de la Jeunesse et au ministère de l'Enseignement supérieur et de la Recherche. Ces deux ministères ont parfois été regroupés ou scindés et ont pu comporter des noms et des prérogatives supplémentaires selon les périodes. Ils ont la responsabilité de l'organisation et de l'administration de l'ensemble du système éducatif, et ce, de l'école maternelle à l'enseignement supérieur. Toutefois, d'autres ministères complètent son action, notamment le ministère de l'Agriculture et de la Souveraineté alimentaire pour l'enseignement agricole. Néanmoins, les lois de décentralisation de 1982 et 1983 et 2003 ont transféré des compétences limitées aux collectivités territoriales. L'État a conservé les compétences liées à l'enseignement (programmes d'enseignement, calendrier scolaire, recrutement et paye des enseignants, etc.) et délégué les fonctions matérielles (bâtiments, cantine, transport scolaire, etc.) avec une contribution financière dans le cadre de la dotation générale de décentralisation, de la dotation départementale d'équipement des collèges (DDEC) et de la dotation régionale d'équipement des lycées (DREL), fixées par la loi, visant à assurer la mise en œuvre du principe d'égalité face au service public de l'enseignement. Parmi les collectivités territoriales concernées, les communes sont chargées des écoles primaires (maternelles et élémentaires), les départements ont la charge des collèges, les régions ont la charge des lycées et de l'enseignement professionnel.

#### Les compétences des collectivités territoriales
Les communes sont, depuis les lois de 1879 et 1889, propriétaires des locaux et assurent la construction, la reconstruction, l'extension, les grosses réparations, l'équipement et le fonctionnement des écoles maternelles et élémentaires, établissements dépourvus de personnalité juridique et classés comme services communaux. Ce sont les communes qui recrutent, rémunèrent et gèrent la carrière du personnel non enseignant des écoles. Le conseil municipal décide de la création et de l'implantation des écoles publiques après avis du préfet de département. Le maire fixe les horaires d'entrée et de sortie des classes des établissements de la commune, après avis du conseil d'école. Une délibération du conseil municipal crée par ailleurs, dans chaque commune, une caisse des écoles, destinée à faciliter la fréquentation de l'école par des aides aux élèves en fonction des ressources financières de leur famille.
Les conseils départementaux se sont vu attribuer la construction, la rénovation, les dépenses d'entretien, de fonctionnement et d'équipement (hébergement, restauration scolaire, fournitures, ameublement, etc.) des collèges. Ils sont chargés de l'organisation et du financement du transport scolaire jusqu'au transfert de la compétence à la région en septembre 2017. Chaque collège reçoit une dotation de fonctionnement et une dotation d'équipement qui ensemble représentent environ un tiers du budget de l'établissement.
Les conseils régionaux ont les mêmes attributions que les départements, mais pour les lycées d'enseignement général et technologique, les lycées professionnels, les établissements d'enseignement spécial et d'enseignement agricole, les écoles de formation maritime ainsi que pour les Centres de formation d'apprentis (CFA). Ils établissent le schéma prévisionnel des formations et exercent une compétence de droit commun en matière de formation professionnelle et d'apprentissage. Dans le supérieur, ils détiennent la maîtrise d'ouvrage déléguée des bâtiments universitaires et sont consultés sur les aspects régionaux de la carte des formations supérieures et de la recherche.
Les collèges et lycées publics jouissent du statut d'établissement public local d'enseignement (EPLE). Leur conseil d'administration est responsable de leur budget, dont le chef d'établissement est l'ordonnateur, et sous le contrôle financier de l'agent comptable. Comme il s'agit de deux fonctionnaires d'État choisis par le ministre de l'Éducation nationale (le chef d'établissement étant son représentant dans l'établissement), qu'ils n'ont quasiment aucune prise sur les nominations (et plus généralement la gestion : avancement, promotion, etc.) du personnel qui sera affecté dans l'établissement, et que leur budget propre est (sauf exception) anecdotique, l'autonomie des EPLE est toute relative. Les collectivités leur votent annuellement une dotation de fonctionnement et prennent en charge certains investissements ; en outre, elles prennent en charge directement les salaires du personnel non enseignant. L'État prend, lui, en charge directement les salaires du personnel enseignant et de direction.
Les communes, départements ou régions peuvent organiser dans les établissements scolaires, pendant leurs heures d'ouverture et avec l'accord des conseils et autorités responsables de leur fonctionnement, des activités éducatives, sportives et culturelles complémentaires. Ces activités sont facultatives et ne peuvent se substituer ni porter atteinte aux activités d'enseignement et de formation fixées par l'État. Les communes, départements et régions en supportent la charge financière. Des agents de l'État, dont la rémunération leur incombe, peuvent être mis à leur disposition.
Les lois de décentralisation de 2003 ont transféré le recrutement, la rémunération et la gestion de carrière du personnel technique et ouvrier des collèges et lycées aux collectivités territoriales, l'État transférant les fonds nécessaires à ces nouvelles responsabilités. Les personnels de cette catégorie exerçant dans les services administratifs (administration centrale, rectorats, etc.) et l'enseignement supérieur restent sous la tutelle de l'État.

#### Compétences partagées avec l’État
Dans le domaine des compétences partagées avec l'État, les collectivités élaborent des programmes d'investissement afin de programmer les constructions, rénovations ou restructurations des établissements de leur juridiction. Pour les nouvelles constructions, les collectivités déterminent la capacité d'accueil, la localisation et le mode d'hébergement des élèves. C'est le préfet qui détient le dernier mot après avis de l'autorité académique. Le recteur d'académie et l'inspecteur d'académie arrêtent la structure pédagogique des établissements et le ministère pourvoit les postes en personnel enseignant.
Les régions et départements sont représentés dans les conseils d'administration des EPLE, mais également dans les conseils académiques de l'éducation nationale (CAEN) et les Conseils départementaux de l'éducation nationale (CDEN).

#### Les compétences de l'État
Les compétences de l'État en matière d'éducation sont principalement exercées par le ministère de l'Éducation nationale, de l'Enseignement supérieur et de la Recherche.
Les lois de décentralisation de 1982 disposent que l'État conserve la responsabilité du service public de l'enseignement, c'est-à-dire du « contenu et de l'organisation de l'action éducatrice ainsi que la gestion du personnel et des établissements qui y concourent ».
L'État est par conséquent responsable :
- de la définition des programmes scolaires et de leur contenu ;
- de la collation des grades et de la délivrance des diplômes nationaux ;
- de l'organisation des cursus scolaires et universitaires ;
- des dépenses pédagogiques ;
- de la planification, de l'évaluation et de l'inspection ;
- de la réglementation en matière éducative (réglementation publiée au Bulletin officiel de l'Éducation nationale) ;
- du recrutement, de la rémunération et de la gestion des personnels chargés de l'administration et du bon fonctionnement du service public éducatif et des établissements y concourant (personnels de direction et d'encadrement, personnels administratifs et financiers, etc.) ;
- du recrutement, de la rémunération et de la gestion de la carrière de l'ensemble du personnel enseignant (y compris servant dans les établissements privés sous contrat).

Le ministère de l'Éducation nationale, de l'Enseignement supérieur et de la Recherche assume également un certain nombre d'autres compétences, telles l'attribution de bourses, l'action sociale et sanitaire en milieu scolaire et universitaire, etc. L'État reste également propriétaire des universités et des établissements d'enseignement supérieur et abonde la plus grande partie de leur budget matériel (constructions, rénovations, fournitures, etc.) et pédagogique (bibliothèques, etc.). Les personnels universitaires, tant enseignants qu'ingénieurs, administratifs et ouvriers, relèvent également de l'Éducation nationale qui les rémunère sur son propre budget. Toutefois, les collectivités territoriales peuvent participer au financement et à la vie des établissements universitaires dont l'autonomie a été renforcée par la loi relative aux libertés et responsabilités des universités.
Toutefois, l'enseignement agricole relève du ministère de l'Agriculture et certains autres ministères (la Défense (lycée de la Défense), les Finances, etc.) disposent d'établissements propres, aux niveaux secondaire et supérieur, destinés à former les élèves et étudiants se destinant à certaines carrières spécifiques aux administrations concernées.

##### Les établissements scolaires d'enseignement français à l'étranger
Les établissements d'enseignement français à l'étranger doivent être homologués par le ministère de l'Éducation nationale, qui contrôle leur programme. Fin 2021, il existe 540 établissements homologués ; il existe trois statuts différents pour ceux-ci. Le principal opérateur est un établissement public administratif placé sous la tutelle du ministère de l'Europe et des Affaires étrangères : l'Agence pour l'enseignement français à l'étranger (AEFE).

#### L'enseignement privé
Le secteur privé est en expansion dès le XIXe siècle. La loi Falloux de 1850 permet l'ouverture d'une école par un directeur sur simple déclaration. La congrégation ou le particulier qui ouvre une école doit présenter un certificat de stage et posséder le baccalauréat. Au XIXe siècle, le secteur privé s'adresse aux classes dirigeantes et à la bourgeoisie. L'attachement à un enseignement privé a été attribué au fait que des familles tenaient à ce que leurs enfants soient « élevés sur les genoux de l'Église ». Après 1875, d'aucuns interprètent cet attachement comme une hostilité à la République, mais également un refus de se mêler à la petite bourgeoisie.
La France reconnaît la liberté d'enseignement, il existe donc des établissements privés, dont la majorité dispensent l'enseignement par un contrat d'association avec l'État régi par la loi Debré de 1959. Avec ce contrat, les écoles privées doivent accueillir tous les enfants sans distinction et suivre le programme d'enseignement officiel. En contrepartie, les salaires des enseignants sont intégralement pris en charge par l'État. Les écoles privées exigent néanmoins des frais de scolarité, à la charge des parents. Ceux-ci varient selon les établissements, compris entre 400 et 1 600 euros annuels, avec ou sans système de péréquation pour les alléger quand les revenus familiaux sont modestes. Cela conduit mécaniquement à des difficultés d'accès des classes les plus pauvres dans certaines écoles privées sous contrat. Le droit français n'a donné qu'en juin 2016 la possibilité de faire reconnaître une discrimination pour l'accès à l'école liée à la précarité sociale, en particulier dans les écoles privées dont les frais de scolarité et les fournitures sont payants, ce qui fait que cette question est actuellement peu documentée. Une étude de juin 2016 suppose l'existence d'une telle discrimination puisqu'il y aurait selon Pierre Merle[réf. souhaitée] un embourgeoisement dans les écoles privées et une paupérisation dans les écoles publiques.

#### Cas particulier de la Nouvelle-Calédonie
La loi organique du 19 mars 1999 relative à la Nouvelle-Calédonie donne la compétence de l'enseignement primaire public (programmes, sous réserve de la compétence des provinces pour leur adaptation en fonction des réalités culturelles et linguistiques, formation des maîtres et contrôle pédagogique) à la Nouvelle-Calédonie.
Les compétences de l'enseignement secondaire public (hormis la réalisation et l'entretien des collèges, déjà de compétence provinciale), de l'enseignement privé (primaire et secondaire), de l'enseignement agricole et de la santé scolaire relèvent, quant à elles, de l'article 21-III : elles sont exercées par l'État jusqu'à leur transfert à la Nouvelle-Calédonie décidées par le Congrès local à la majorité des 2/5e durant les mandatures 2004 à 2009 ou 2009 à 2014, selon les dispositions prévues par l'article 26. Après obtention de certaines garanties, notamment financières, de l'État, qui conserve la gestion des diplômes nationaux, la définition des programmes, adaptables localement par le Territoire ou, déjà depuis 1989, par les Provinces, et la qualification des enseignants, le vote du Congrès a adopté le transfert à l'unanimité le 1er décembre 2009. La Nouvelle-Calédonie assure depuis le 1er janvier 2012, outre la possibilité d'adapter les programmes nationaux, le pilotage du système éducatif du secondaire et du privé : répartition des moyens humains et financiers mis à sa disposition, organisation des structures de concertation et d'expertise nécessaires, définition de l'offre de formation, des orientations pédagogiques, des conditions de scolarisation, de la carte scolaire, de l'orientation et l'affectation des élèves, de l'accompagnement pédagogique des maîtres du 1er degré, de la construction, de la rénovation et de l'entretien des lycées et enfin de l'organisation de la santé scolaire.
Selon l'article 27, le Congrès peut également, à partir de 2009, adopter une résolution tendant à ce que lui soient transférées, par une loi organique ultérieure, la compétence de l'enseignement supérieur. Les compétences des collectivités locales sont de plus, pour les communes : la gestion des fournitures scolaires et frais de fonctionnement des écoles primaires (cantines, transports notamment), la construction et l'entretien des écoles primaires et la gestion du personnel municipal en exercice dans celles-ci. Pour les provinces : la gestion administrative des instituteurs et professeurs des écoles, l'établissement de la carte scolaire, l'octroi de bourses, aides scolaires et subventions, l'adaptation des programmes aux réalités culturelles et linguistiques (dans le domaine de l'enseignement des langues kanak ou les programmes adaptés en histoire, géographie, éducation civique et arts plastiques notamment), la gestion des internats et la construction et l'équipement des collèges.
Les compétences exercées dans ce domaine par la Nouvelle-Calédonie (le primaire public et, depuis 2012 le secondaire public et l'ensemble du privé) dépendent de la Direction de l'Enseignement de la Nouvelle-Calédonie (DENC) au sein du Gouvernement local, et celles relevant encore de l'État sont gérées par un vice-rectorat. La formation initiale des instituteurs et la formation continue des enseignants du primaire sont assurées par l'Institut de formation des maîtres de Nouvelle-Calédonie (IFMNC), établissement public géré par le Gouvernement local, et les professeurs des écoles (dont la compétence de la formation dépend pourtant bien de la Nouvelle-Calédonie) et du second degré par l'École supérieure du professorat et de l'éducation (ESPE) de l'université de la Nouvelle-Calédonie.

### Institutions et personnels

#### Dans les services déconcentrés de l’État, aux échelles régionales, départementales et de circonscription

Carte des circonscriptions académiques en France dans les années 2010.

Les services déconcentrés de l’État forment des échelons plus locaux que celui du ministère. Ils en sont un relai et ont un rôle de gestion des services sur le territoire concerné. La loi du 16 janvier 2015 a créé 17 grandes régions académiques, pour un total de 30 académies. L'administration académique se déroule au sein du rectorat, dirigé par un recteur d'académie. Les académies correspondent à des parties de territoire et regroupent des départements, qui ont eux-mêmes des directions des services départementaux de l’Éducation nationale (DSDEN). Ces derniers comportent à leur tête un inspecteur académique, le directeur académique des services de l’Éducation nationale (IA-DASEN). Concernant l'enseignement du premier degré (écoles maternelles et primaires), chaque unité départementale est elle-même divisée en circonscriptions scolaires, chacune pilotée par un inspecteur de l’Éducation nationale (IEN), accompagné de personnels tels que secrétaires, conseillers pédagogiques de circonscription (CPC), animateurs de réseaux, etc.
Une partie des personnels régionaux ou départementaux a un rôle de contrôle mais aussi d'animation pédagogique. Pour le second degré, ce sont les inspecteurs pédagogiques régionaux (IA-IPR). D'autres inspecteurs de l’Éducation nationale (IEN) ont aussi un rôle auprès de leurs collègues enseignants en lycées professionnels. Pour les écoles primaires, ce sont, à l'échelle des circonscriptions, les inspecteurs de l'éducation nationale (IEN chargé de circonscription).

#### Dans les établissements scolaires du premier et du second degré
Dans les écoles (maternelle et primaire), l'équipe enseignante a longtemps pour supérieur hiérarchique l'IEN de circonscription. Depuis la Loi du 21 décembre 2021 créant la fonction de directrice ou de directeur d'école (loi Rilhac), le directeur d'école est notamment devenu le délégataire de l'autorité académique dans l'école. D'autres personnels interviennent, tels que les agents territoriaux spécialisés des écoles maternelles (ATSEM) et les accompagnants des élèves en situation de handicap (AESH), mais aussi dans certaines situations les personnels du réseau d'aides spécialisées aux élèves en difficulté (RASED), les médecins, infirmières et psychologues scolaires, etc.
Dans le second degré, les établissements publics locaux d'enseignement (EPLE) que sont les collèges et les lycées possèdent le statut d'établissement public à caractère administratif. Pour chacun, un chef d'établissement en a la responsabilité, et un conseil d'administration le gère (concernant notamment des aspects administratifs, financiers et pédagogiques). Parmi les personnels, se trouvent notamment des personnels d'administration, d'entretien, les conseillers principaux d'éducation (CPE), les assistants d'éducation, les enseignants, ainsi que des AESH, des infirmières scolaires, etc.

#### Recrutement et formation des enseignants

##### XIXeetXXesiècles
En 1833, alors que la loi Guizot oblige chaque commune à avoir une école communale, chaque département est doté d'une école normale d'instituteurs. Toutefois, durant le XIXe siècle, la formation pédagogique n'est pas considérée comme nécessaire pour enseigner, notamment dans le secondaire.
À la fin du XIXe siècle, les enseignants sont formés différemment selon le degré d'enseignement et les filières dans lesquels ils vont enseigner. Les écoles normales, accessibles sur concours, forment instituteurs ou institutrices du primaire durant trois années, avec une alternance de théorie, pratique et stages en écoles. Des institutions spécifiques forment les professeurs des lycées professionnels. Le niveau d'études universitaires ou le titre de leur concours (par exemple le concours de l'agrégation) permet aux professeurs du secondaire général d'enseigner, sans formation complémentaire.
La formation des enseignants du secondaire intègre la pédagogie à partir des années 1950, alors que davantage d'élèves accèdent à cet enseignement (on parle de « massification scolaire »). Le plus grand nombre d'élèves appelle un plus grand nombre d'enseignants et le concours de recrutement du CAPES voit le jour. Parallèlement, alors que la formation pédagogique est présente pour les enseignants du primaire, une évolution s'effectue quant à la formation dans les disciplines scolaires couvertes. Peu à peu, instituteurs et institutrices sont tenus d'avoir le baccalauréat, puis, à partir de 1979, ils doivent avoir un diplôme universitaire.

##### Fin duXXesiècleet début duXXIesiècle
Selon le principe constitutionnel d'égalité d'accès aux emplois publics, les enseignants du service public sont recrutés majoritairement par concours. Ce sont donc les « meilleurs élèves » d'une génération qui transmettent le savoir. Ceci a été présenté comme un obstacle au bon déroulement de la massification de l'enseignement, et comme une explication au fait que les enseignants français ne soient pas très réceptifs à l'idée que tout le monde ne peut pas nécessairement assimiler l'enseignement secondaire du collège et a fortiori du lycée[pertinence contestée].
Le principe du concours connaît néanmoins une exception. Le système éducatif français fait appel en quantité notable à des contractuels, qui assurent des remplacements d'enseignants titulaires provisoirement absents ou des cours pour lesquels le poste n'a pas été pourvu. Si on en exige un niveau minimum théoriquement adapté à la fonction, ces agents ne passent pas de concours et leur service se termine au plus tard à la fin de l'année scolaire sans qu'il soit exclu qu'ils recommencent à la suivante. Si les enseignants contractuels existent depuis longtemps dans l'enseignement secondaire, ils sont plus récents dans l'enseignement primaire public (depuis 2009 selon la journaliste Catherine Beyer). L'enseignement privé sous contrat est également concerné.
Dans le passé, le concours de recrutement des enseignants, notamment du secondaire, ne laissait aucune part à la pédagogie, ce qui a semblé un défaut important, spécialement dans le cadre d'une massification de l'enseignement touchant à la fois les enseignants (plus nombreux, moins élitistes) et les élèves (plus nombreux, moins sélectionnés). Dans les années 1990, est donc mise en place une formation pédagogique d'un an pour les lauréats du concours en Institut universitaire de formation des maîtres (IUFM) (créés en 1989 et ouverts en 1991 et rassemblant en un même lieu de formation les enseignants du primaire et du secondaire), des cursus général comme professionnel. Le recrutement étant fait au niveau universitaire de la licence, pendant laquelle ils alternent stages en responsabilité et formation théorique et à la fin de laquelle ils rédigent un mémoire.
Ce système est aussi critiqué que celui auquel il succède, notamment par ceux qui craignent une moindre formation disciplinaire en faveur de la formation à la psychologie, la pédagogie et la communication. Ce système est ensuite remplacé par un recrutement de niveau Master incluant une formation pédagogique préalable au concours et comptant pour celui-ci. Un jury valide la formation de l'enseignant ayant obtenu le concours, après une première année en tant que stagiaire et proclame, ou non, la titularisation dans le corps enseignant. Une fois titularisé, l'enseignant devient fonctionnaire et a une garantie d'emploi jusqu'à sa retraite, sauf faute grave, ou dans le cadre d'une restructuration, proposition d'un autre emploi. En cas de refus trois fois de suite, le fonctionnaire est suspendu d'office. Entre 2008 et 2013, les IUFM sont intégrés aux universités et le mi-temps d'enseignement des professeurs stagiaires est supprimé. Les écoles supérieures du professorat et de l'éducation (ESPE) ont été créées en 2013, pour assurer une formation pédagogique avant et après concours, ainsi que la formation continue des enseignants et personnels d'éducation. Elles deviennent alors les Instituts supérieurs nationaux du professorat et de l'éducation (INSPÉ) en 2019,. Ces dernières évolutions des concours de recrutement et de la formation mènent à un niveau de maîtrise disciplinaire élevé, une initiation à la recherche scientifique, et des enseignements tels que pédagogie, didactique et psychologie. La France fait partie des exceptions en Europe, où la formation des futurs enseignants comporte une formation initiale menant en parallèle formation disciplinaire et professionnelle, sur un temps long. Entre 2020 et 2022, le concours et la formation connaissent de nouveaux changements,, à la suite de la loi et des décisions prises à partir de 2019.
À partir de 2022, les concours externes de recrutement des enseignants deviennent accessibles uniquement aux candidats inscrits en deuxième année de master ou l'ayant validée (quel que soit le master), et l'acceptation en tant que fonctionnaire stagiaire est assujettie à la détention d'un master, sauf pour les professeurs de lycée professionnel en spécialités professionnelles. Il existe cependant toujours un master métiers de l’enseignement, de l’éducation et de la formation (MEEF), en Inspé, destiné à la formation et à la préparation des enseignants, bien que lui aussi ait connu des modifications. Ce master connaît plusieurs adaptations avec une possibilité de formation en alternance comprenant un temps de service en responsabilité devant élèves (correspondant à un tiers du temps de l'obligation de service annuelle d'un enseignant titulaire à temps complet), l'étudiant, recruté par le rectorat, ayant alors en contrat de travail d'alternant avec le ministère de l’Éducation nationale, de la Jeunesse et des Sports (MENJS). La titularisation d'un enseignant reste placée en fin de son année de fonctionnaire stagiaire, qui comporte elle-même des éléments de formation adaptés selon le parcours de formation et professionnel précédent de l'enseignant. Toutefois, certains observateurs et chercheurs signalent que la deuxième année de master des étudiants candidats au concours devient particulièrement intense car elle combine la formation, la préparation au concours, l'éventuel service d'enseignement ou les stages, ainsi que la réalisation d'un mémoire de recherche liée à l'obtention du master. De plus, les étudiants de master qui étaient également fonctionnaires stagiaires précédemment connaissent une précarisation car ils ne sont plus qu'étudiants et leur rémunération se trouve également fortement amoindrie, d'environ 2 000 euros bruts par mois à environ 850 euros bruts par mois pour les alternants, voire moins pour les stagiaires. Le quotidien Le Monde indique en décembre 2021 que ce nouveau système de formation et de concours permet au ministère de l’Éducation nationale d'avoir plus d'enseignants, ou de « moyens d’enseignement » sans débourser plus d'argent qu'auparavant et malgré notamment des suppressions de postes de professeurs en ce qui concerne le secondaire, dans un contexte toutefois de diminution des effectifs d'élèves.
Dans l'enseignement supérieur, les enseignants-chercheurs sont recrutés par un concours sur dossier et présentation orale. Après l'obtention d'un doctorat ou d'une habilitation à diriger les recherches, ils doivent être qualifiés en tant que tel par le Conseil national des universités (instance en partie élue, en partie nommée par le ministère), avant d'être auditionnés devant un comité de sélection constitué d'enseignants-chercheurs au sein de l'établissement où le poste est à pourvoir. La loi relative aux libertés et responsabilités des universités de 2007 avait mis en place ces comités de sélection à la place des commissions de spécialistes dont le fonctionnement était critiqué, en particulier pour lutter contre le biais en faveur des candidats locaux au détriment parfois de candidats présentant de meilleurs dossiers mais issus d'une autre université. Ce phénomène de « localisme universitaire », est la cible de nombreuses critiques.
En ce qui concernent les écoles privées, les étudiants souhaitant se consacrer à l'enseignement catholique passent le concours d'entrée au centre de formation pédagogique de leur diocèse, leur parcours est quasiment identique[réf. nécessaire].

### Coût et financement

Part du budget allouée à l'éducation par département (2010).

Le financement provient de cinq sources, en 2019 il est issu :
- pour 57 %, des ministères de l'État, parce que l’État assure la charge des salaires d'une part prépondérante du personnel (les enseignants et l'administration) et contribue aux charges des compétences qu'il a transféré aux collectivités territoriales. ;
- pour 23 %, des collectivités territoriales ;
- pour 8,5 %, des entreprises ;
- pour 7,7 %, des familles elles-mêmes (sauf dans l'enseignement privé où les contributions varient de 600 à 2 000 euros annuels dans le primaire et le secondaire) ;
- pour 3,1 %, d'autres administratifs publiques ou de la caisse d'allocations familiales.

Le coût moyen annuel d'un élève ou étudiant a globalement cru depuis les années 1980, avec des différences selon les niveaux d'enseignement.
Le coût annuel moyen d'un collégien français atteint 8 790 €. Le coût annuel moyen d'un lycéen est d'environ 11 000 €. Dans le primaire, un élève coûte 6 940 € par an et 7 110 € pour la maternelle. La moyenne en primaire de l'OCDE est de 9 550 €. En 2018, la France a une dépense par élève du primaire inférieure à la moyenne des pays de l'OCDE, mais elle a une dépense supérieure à la moyenne de l'OCDE en ce qui concerne la dépense par élève dans l'enseignement secondaire. En 2020, la dépense moyenne pour un élève ou un étudiant, tous niveaux confondus, est de 8 900 euros. Cette dépense moyenne annuelle a été affectée et amoindrie par rapport à l'année précédente, en raison notamment de certaines mesures prises en lien avec la protection de la société par rapport au covid-19 dont la fermeture des écoles, de services de restauration et d'hébergement liés, ainsi que l'annulation de transports et de voyages scolaires. Pour l'année 2020, la dépense moyenne pour un élève est de 6 980 euros dans le primaire, 9 850 euros dans le second degré, 11 580 euros dans l'enseignement supérieur, avec des disparités selon les niveaux d'enseignement, mais aussi les types de formations.
Le taux d'encadrement est un des ressorts de ce coût moindre : 19,4 élèves par enseignant du primaire en France, contre 16,3 en moyenne en Europe, en 2003.
Autre ressort du coût : les salaires. Après 15 ans de carrière un enseignant français gagne 27 415 unités de pouvoir d'achat. En moyenne pour l'UE à 19 pays il est de 33 155. Le nombre d'heures d'enseignement est de 918 heures (1955 à 2004). La moyenne européenne est de 804 heures.
Les universités françaises souffrent d'un problème de sous financement. En France, les droits d'inscription des étudiants aux universités ne correspondent qu'à 3 % du budget total des universités, les restes étant essentiellement alloué par l'État. Le problème est donc de trouver de nouveaux financements tout en préservant l'accès aux études supérieures au plus grand nombre. En effet, un étudiant en classe préparatoire coûte 1,5 fois plus cher qu'un étudiant de premier cycle dans une université alors que les grandes écoles sont presque exclusivement fréquentées par les enfants des classes supérieures ou des enseignants.
Les frais d'entrée à l'université pour les étudiants étrangers ont très fortement augmenté à la rentrée 2019, passant à 2 770 € en licence (contre 170 € auparavant), 3 770 € en master (contre 243 € auparavant).

### Aides financières à la scolarité et bourses
En plus de l'allocation de rentrée scolaire (ARS), différentes aides financières et bourses existent pour aider à la scolarité d'un enfant, d'un adolescent ou d'un étudiant.

### Aides à l'orientation
Le système éducatif français comporte un volet propre à l'orientation scolaire et professionnelle pour l'élève.
Les centres d'information et d'orientation (CIO) dépendent du ministère de l'Éducation nationale. Ils s'adressent aux scolaires, étudiants mais également aux adultes sortis du système scolaire. Ils sont animés par des conseillers en orientations qui assurent aussi des permanences dans les établissements scolaires publics du secondaire et du supérieur. On peut connaître l'adresse du CIO le plus proche de son domicile en allant sur les sites des rectorats.
Il existe aussi un réseau national « information jeunesse » constitué du Centre d'information et de documentation jeunesse (CIDJ) situé à Paris et de centres d'information jeunesse (CIJ), bureaux d'information jeunesse (BIJ) ou points information jeunesse (PIJ) municipaux ou associatifs. Ces lieux sont accessibles à tous, gratuitement et anonymement, et les visiteurs sont accueillis par un informateur jeunesse, sans rendez-vous.
Le réseau national des maisons d'information sur la formation et l'emploi (MIFE) propose une orientation spécialisée pour les adultes en utilisant le concept de guidance professionnelle personnalisée pour une orientation tenant compte des problématiques spécifiques des adultes (reconversion, mobilité, enfants, parcours scolaire initial, etc.).

## Organisation scolaire

### Généralités
Le système éducatif français est divisé en trois niveaux d'enseignement successifs : l'enseignement primaire (composé de trois années d'école maternelle et cinq années d'école élémentaire), l'enseignement secondaire (composé de quatre années de collège et, généralement, de trois années de lycée) et l'enseignement supérieur (accessible après le baccalauréat, généralement obtenu au cours de dernière année au lycée).
Il est important de noter que le système français constitue une voie unique jusqu'à la classe de cinquième incluse. En effet, à partir de la classe de quatrième, les élèves peuvent choisir entre l'enseignement général et l'enseignement agricole (l'enseignement agricole dès cette classe s'est néanmoins beaucoup réduit depuis les années 1980). Au lycée, les voies d'enseignement et les diplômes préparés se multiplient afin de correspondre aux orientations de chacun (baccalauréats général, technologiques et professionnels en 3 ans, CAP en 2 ans, apprentissage, etc.).

### Les cycles
Jusqu'en 2014, l'enseignement primaire est divisé en trois cycles (petite, moyenne et grande section pour le cycle 1, CP et CE1 pour le cycle 2 et CE2, CM1 et CM2 pour le cycle 3). L'instruction n'étant alors obligatoire qu'à partir de six ans, la fréquentation du cycle 1 n'était pas obligatoire.
Depuis la réforme de 2013 entreprise par le ministre de l'Éducation nationale Vincent Peillon, les cycles s'organisent ainsi :
- Le cycle 1, dit « cycle des apprentissages premiers », regroupe les classes de petite section, moyenne section et de grande section, soit les trois années de l'école maternelle.
- Le cycle 2, dit « cycle des apprentissages fondamentaux », regroupe le cours préparatoire (CP), le cours élémentaire 1re année (CE1) et le cours élémentaire 2e année (CE2), soit les trois premières années de l'école élémentaire.
- Le cycle 3, dit « cycle de consolidation », regroupe le cours moyen 1re année (CM1), le cours moyen 2e année (CM2) et la classe de sixième, soit les deux dernières années de l'école élémentaire et la première année du collège.
- Le cycle 4, dit « cycle des approfondissements », regroupe les classes de cinquième, de quatrième et de troisième, soit les trois dernières années du collège. En fin de troisième, les élèves passent le diplôme national du brevet qui sanctionne ce cycle 4.
- Le « cycle de détermination » correspond à la classe de seconde, première année du lycée. Ce cycle est surtout nommé ainsi au lycée général et technologique car le choix du baccalauréat préparé est effectué à la fin de celui-ci. En lycée professionnel, le choix est souvent à faire dès la classe de troisième.
- Le « cycle terminal » regroupe les classes de première et de terminale, deux dernières années du lycée et de l'enseignement secondaire. Comme pour la classe de seconde, le terme « cycle terminal » est surtout utilisé pour les lycées généraux et technologiques en raison des baccalauréats qui se préparent particulièrement dans ces deux années (après avoir choisi sa voie ou sa série d'enseignement en fin de seconde).
- L'enseignement supérieur, accessible uniquement avec le baccalauréat ou un diplôme équivalent, est divisé en trois cycles successifs conformément au processus de Bologne (effectué pour un rapprochement des systèmes d'études européens) : le cycle 1, composé de trois ans et permettant d'obtenir une licence, le cycle 2, composé de deux ans et permettant d'obtenir un master et le cycle 3 qui se déroule en deux à six ans afin d'accéder au grade de docteur.

### L'enseignement primaire
L'enseignement primaire regroupe l'école maternelle ainsi que l'école élémentaire.

#### L'école maternelle
Avant 1881, il n'existe aucune école maternelle. Les instituts qui accueillent les enfants de 2 à 6 ans sont appelés « salles d'asile » et ne prennent en charge qu'un faible nombre d'enfants. Mais les familles peuvent choisir, à cette époque, de faire garder leurs enfants en bas âge dans des classes appelées « sections enfantines », directement intégrées aux écoles primaires.
Les enfants peuvent entrer à l'école maternelle l'année de leurs trois ans, au mois de septembre. Les enseignants sont les mêmes qu'en élémentaire. L'école maternelle obéit à un programme national précis et détaillé. À l'école maternelle où l'élève passe trois ou quatre ans (il a alors entre 2 et 6 ans) en toute petite section, petite section, moyenne section et grande section. La scolarisation à deux ans est très variable selon les régions et les zones (elle est ainsi plus fréquente dans les REP). Elle concerne le plus souvent les enfants les plus âgées de leur classe d'âge, ceux nés en début d'année. Une enquête menée pour le ministre de l'Éducation montre que les enfants scolarisés à deux ans s'intègrent plutôt mieux dans le cursus scolaire et redoublent moins souvent le CP et le CE1 mais contrairement aux ambitions affichées, les classes des deux ans sont surtout fréquentées par les enfants des familles aisées ou d'enseignants. De ce fait, les résultats de l'enquête sont quelque peu biaisés. Il semblerait que la scolarisation anticipée n'a pas réellement d'effet bénéfique sur les enfants. De plus, l'essentiel des hiérarchies scolaires est déjà en place à la fin de la grande section. L'école maternelle française ne parvient pas à amener les petits sur un pied d'égalité. Une partie de l'explication pourrait être le fonctionnement déjà très scolaire de la grande section.
Néanmoins, l'école maternelle française reste une exception, et rares sont les pays qui proposent une école maternelle publique dès le plus jeune âge : si un enfant peut commencer l'école à deux ans presque trois en France, ce sera trois ans en Allemagne voire quatre ans en Suisse, sans même regarder des pays très éloignés.

#### L'école élémentaire

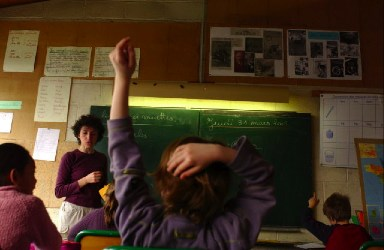
Une classe d'école élémentaire en 2005.

L'école élémentaire est l'école qui accueille les enfants à partir de six ans (cinq ans pour ceux nés en fin d'année civile). Elle représente la suite de la maternelle (à partir de trois ans âge auquel commence l'instruction obligatoire en France depuis septembre 2019), avec laquelle elle forme l'école dite primaire.

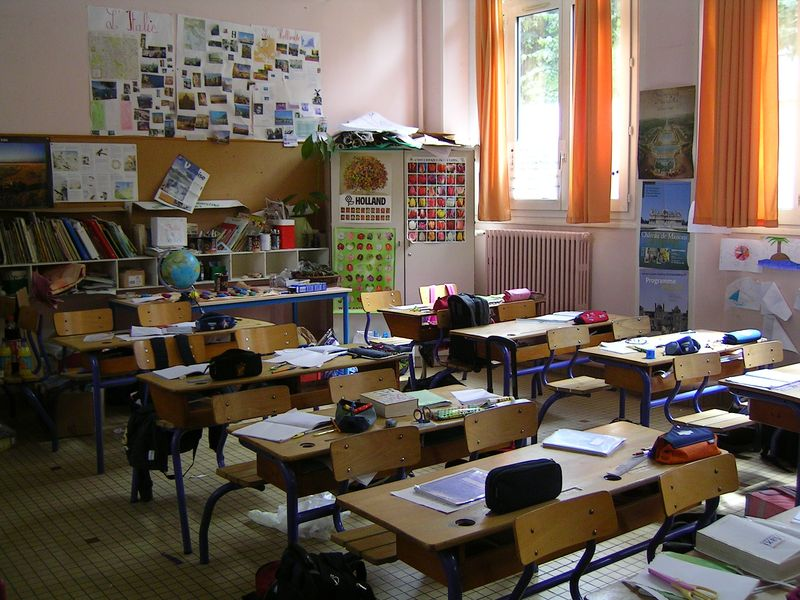
Une salle de classe en école élémentaire en 2007.

L'école publique est gratuite et laïque. Une école a obligation d'accueillir les enfants habitant dans la zone qui lui est attribuée par la carte scolaire, qu'ils soient de nationalité française ou pas, en situation régulière ou pas. Tout comme la maternelle, elle accueille les enfants dont le handicap a été reconnu par la MDPH situés hors carte scolaire, lorsqu'ils ne trouvent pas de structure d'accueil dans l'école la plus proche, école dite de rattachement (c'est le cas principalement pour les élèves accueillis en classe pour l'inclusion scolaire). Selon le ministère de l'Éducation nationale en 2020 : « La scolarité obligatoire doit garantir à chaque élève les moyens nécessaires à l’acquisition d’un socle commun de connaissances, de compétences et de culture, auquel contribue l’ensemble des enseignements dispensés ». L'objectif de l'école élémentaire est notamment d'enseigner aux enfants les savoirs fondamentaux : l'apprentissage de la lecture (lire), de l'écriture (écrire) et du calcul (compter). Les activités d'éveil (activités artistiques et ludiques) y sont importantes, surtout dans les premières classes.

#### Prises en charge des élèves à besoins éducatifs particuliers dans l'enseignement primaire
Lorsqu'un élève rencontre certaines difficultés ou a des besoins éducatifs particuliers, plusieurs dispositifs peuvent être mis en place, selon ces besoins. Un programme personnalisé de réussite éducative (PPRE) est mis en place ponctuellement sur des difficultés localisées. Les réseaux d'aides spécialisées aux élèves en difficulté (RASED) peuvent aider un élève en difficulté, toujours avec l'accord de la famille, selon trois types de modalités : dominante pédagogique, dominante rééducative, dominante psychologique. En cas de difficulté plus sévère, des équipes éducatives peuvent être mises en place afin d'évaluer les besoins de l'élève et d'y répondre au plus près, ou d'orienter vers le secteur thérapeutique. Une orientation en classe spécialisée peut également être proposée. La demande doit alors être faite à la Maison départementale des personnes handicapées (MDPH). Celle-ci instruit le dossier en demandant des bilans éducatifs, pédagogiques, thérapeutiques, sociaux et propose une orientation. En aucun cas une décision n'est pas prise sans l'accord de la famille[réf. nécessaire].
En ce qui concerne l'enseignement spécialisé, le système français est peu efficace avant 1882 et la loi sur l'instruction primaire obligatoire. En effet, avant cette date, il n'existe aucun institut réellement apte à accueillir et instruire des élèves sourds-muets ou aveugles. Il faut attendre le XXe siècle pour que soient créées des écoles de perfectionnement réservées aux personnes en situation de handicap mental. La loi no 2005-102 du 11 février 2005 pour l'égalité des droits et des chances, la participation et la citoyenneté des personnes handicapées enclenche notamment une plus grande inclusion scolaire des enfants en situation de handicap, en mettant en avant le principe de compensation du handicap et l'obligation de solidarité de l'ensemble de la société.
Pour un élève en situation de handicap, plusieurs types de scolarisation sont envisageables, selon sa situation et ses besoins particuliers. Il peut y avoir la scolarisation en milieu ordinaire, avec ou sans aménagement (matériel, auxiliaire de vie scolaire). Ce type de scolarisation est toujours privilégié tant que cela est possible et bénéfique pour l'élève. Est par ailleurs possible la scolarisation, au sein d'une école, dans un dispositif d'intégration collective appelé ULIS (Unité localisée pour l'inclusion scolaire). Ces ULIS ont remplacé depuis 2015 les classes pour l'inclusion scolaire (CLIS). L'intégration en milieu ordinaire se fait alors soit de manière collective sur des projets incluant plusieurs classes ou groupes d'élèves, soit de manière individuelle dans des matières où cela est possible. Enfin, il peut y avoir la scolarisation au sein d'un établissement spécialisé — de type institut médico-éducatif (IME), institut thérapeutique, éducatif et pédagogique (ITEP) — permettant une prise en charge globale (thérapeutique, éducative et scolaire). Dans ce cas, l'intégration en milieu ordinaire peut toujours avoir lieu, à temps partiel, selon les besoins et les capacités de chaque élève.

### L'enseignement secondaire
Le collège accueille les enfants pendant quatre ans, le plus souvent de onze à quinze ans, l'éducation étant obligatoire jusqu'à seize ans. Cependant, la classe de sixième appartient au cycle 3 (CM1-CM2-6e) tandis que le cycle 4 se compose des classes de cinquième, quatrième et troisième. L'enseignement du collège est certifié par le diplôme national du brevet.
Le lycée est composé des classes de seconde, première et terminale. Il existe des lycées généraux, des lycées technologiques et des lycées professionnels. On choisit entre la filière générale/technologique et professionnelle en fin de troisième (collège). La seconde est commune aux voies générale et technologique (hors bac technologique STHR et TMD, choix qui s'effectuent en 3e). Au sein de la filière technologique, on choisit sa section parmi les filières : STI2D, STL, STD2A, ST2S, STMG, STAV. Au sein de la filière générale, il faut choisir un menu de spécialités parmi les 12 existantes. En plus d'un tronc d'enseignement commun, l'élève devra choisir 3 spécialités en première et n'en maintiendra que 2 en terminale. En voie technologique ou professionnelle, la formation est spécialisée dans un domaine d'activité. Des cours d'enseignement professionnels et techniques sont octroyés parallèlement à un enseignement « généraliste » (cet enseignement technique est validé par un certain nombre d'épreuves ponctuelles ou couvrant la durée de la formation pour l'examen du Baccalauréat). En fin de terminale, les lycéens passent le baccalauréat, premier diplôme universitaire (il est requis pour s'inscrire dans les universités). Les élèves ont en général 18 ans.
Le collège français correspond à l'enseignement secondaire québécois, et le lycée français au Cégep.

### L'enseignement supérieur

#### Organisation des filières
Le baccalauréat est le premier diplôme universitaire bien qu'il couronne une scolarité secondaire. Une fois obtenu, l'élève peut devenir étudiant. L'enseignement supérieur français est composé de différents types d'établissements (aux statuts juridiques qui peuvent être différents les uns des autres) et parcours. Les conditions d'entrée sont différentes selon les systèmes. Depuis le Processus de Bologne, qui voulait rapprocher les systèmes éducatifs supérieurs européens, il y a souvent une déclinaison en crédits ECTS et une structuration en trois cycles d'études supérieures : licence en trois ans, master en deux années supplémentaires, puis doctorat en trois années supplémentaires.
L'étudiant a la possibilité de choisir des études courtes et obtenir, en deux ans, un brevet de technicien supérieur (BTS) ou un diplôme universitaire de technologie (DUT) dans un secteur spécialisé du tertiaire ou technologique.
Les universités proposent des formations dans tous les domaines en vue d'obtenir une licence (Bac+3), un master (Bac+5) ou un doctorat (Bac+8) ou des diplômes spécialisés (professions de santé par exemple).
De nombreuses grandes écoles proposent des formations et un diplôme prestigieux à bac+5. On peut y accéder directement après le bac ou après deux années de classes préparatoires et un concours. Certains grands établissements comme le Collège de France et le Conservatoire national des arts et métiers proposent des formations non diplômantes de très haut niveau.
Du début des années 1980 à la fin des années 1990, les effectifs de l'enseignement supérieur sont passés de 1,2 million à 2,1 millions. En 2014, selon l'OCDE, 44,7 % des Français âgés de 25 à 34 ans disposaient d'un niveau d'éducation supérieur, contre 28 % des Allemands de cette tranche d'âge.
Aujourd'hui, les universités françaises se heurtent à un fort échec des étudiants en premier cycle (environ 30 % d'échec à la licence dans les formations généralistes), principalement parmi les étudiants issus d'un milieu modeste. Une des causes de ces échecs est à rechercher dans la manière dont sont orientés les lycéens, surtout les plus faibles. Les filières courtes universitaires ou technologiques sont autorisées à sélectionner leurs élèves. Elles écartent donc les plus fragiles. Conçues au départ comme un débouché pour les élèves issus des filières technologiques et professionnelles, elles accueillent jusqu'à deux tiers d'élèves issus des filières générales. Les premiers se rabattent donc sur les premiers cycles généralistes des universités pour lesquels ils sont peu préparés, ce qui explique un échec massif mais sans surprise de ces étudiants : près de 80 %. En revanche, les élèves issus des filières secondaires généralistes, même dans le cadre d'un cursus non sélectif, obtiennent un diplôme à 80 % dans la mesure où leur niveau est plus en adéquation avec le fonctionnement et les attentes du système universitaire.
La démocratisation des études supérieures n'a en rien modifié le taux de chômage des jeunes, qui fluctue entre 20 et 25 % pour ceux agées de 16 à 25 ans. L'idée s'est donc imposée que les diplômes supérieurs sont de simples marqueurs sociaux, enrichissants du point de vue personnel mais inefficaces au niveau de la société dans son ensemble. Mais les taux de chômage semblent des indicateurs trop simplistes. En effet, il faut bien remarquer que les jeunes de 16 à 24 ans exclus du marché du travail sont les moins diplômés ou n'ont commencé à chercher du travail que depuis quelques mois. Il convient donc de mesurer le taux de chômage par niveau d'études.

#### Nomenclature des niveaux de diplômes de 2019
Cette liste qui classe les diplômes de niveau du moins élevé (niveau 1) au plus élevé (niveau 8). L'ancienne classification de 1969 allait du niveau V (CAP, BEP) au niveau I (Master). Elle a été remplacée début 2019. La nomenclature de 2019 va donc du niveau 1 (niveau maternelle) au niveau 8 (doctorat). Établie en 2019, elle vise à faciliter la lecture internationale des niveaux de formations. Elle est basée sur la classification internationale type de l'éducation de 2011 établi par l'Unesco et le Cadre européen des certifications établi par l'Union européenne. La nomenclature de 1969 (du niveau V au niveau I) allait à l'encontre de nombreux systèmes étrangers.
La nomenclature des niveaux de formation est utilisée, notamment à des fins statistiques, pour mesurer les études accomplies par un individu. Elle est utilisée au sein de l'Éducation nationale, des autres ministères délivrant des diplômes d'état mais aussi par Pôle emploi pour classer les demandeurs d'emploi par niveau de formation, par l'Insee dans le cadre du recensement.
| Titre du diplôme                 | Années après le baccalauréat | Niveau RNCP du diplôme | Compétences | Ancien niveau (1969-2006) |
| -------------------------------- | ---------------------------- | ---------------------- | --- | ------------------------- |
| École maternelle et élémentaire  | -                            | Niveau 1 et 2          | Le niveau 1 correspond à la maîtrise des savoirs de base. Il est l'équivalent de l'école maternelle. Le niveau 2 atteste la capacité à effectuer des activités et résoudre des problèmes courants à l'aide de règles et d'outils mobilisant des savoir-faire professionnels. Il est l'équivalent de l'école élémentaire. L'activité s'exerce avec un niveau restreint d'autonomie. Les titulaires sont formés pour occuper des emplois de maîtrise ou d'ouvrier non qualifié. | Niveau V                  |
| CAP, DNB, CFG                    | -                            | Niveau 3               | Le niveau 3 atteste la capacité à effectuer des activités en appliquant des méthodes, des outils, des matériels et des informations de base, dans un contexte connu, et à adapter les moyens d'exécution et son comportement aux circonstances. Les diplômés du CAP, ou équivalent sont formés pour occuper des emplois de maîtrise ou d'ouvrier qualifié. | Niveau V                  |
| Baccalauréat                     | Bac                          | Niveau 4               | Le niveau 4 atteste la capacité à effectuer des activités mobilisant un large éventail d'aptitudes, d'adapter des solutions existantes pour résoudre des problèmes précis, à organiser son travail de manière autonome dans des contextes prévisibles mais susceptibles de changer. Les diplômés du Bac sont formés pour occuper des emplois de maîtrise ou d'ouvrier qualifié.                                                                                               | Niveau IV                 |
| BTS, CPGE                        | Bac + 2                      | Niveau 5               | Le niveau 5 atteste la capacité à maîtriser des savoir-faire dans un champ d'activité, à élaborer des solutions à des problèmes nouveaux, à analyser et interpréter des informations en mobilisant des concepts, à transmettre un savoir-faire et des méthodes. Les diplômés du BTS ou équivalent sont formés pour occuper des emplois d'ouvrier ou de technicien qualifié.                                                                                                   | Niveau III                |
| Diplôme national de licence, BUT | Bac + 3                      | Niveau 6               | Le niveau 6 atteste la capacité à analyser et résoudre des problèmes complexes imprévus dans un domaine spécifique, à formaliser des savoir-faire et des méthodes et à les capitaliser. Les diplômés d'une licence sont formés pour occuper des emplois de technicien qualifié. | Niveau II                 |
| Diplôme national de master       | Bac + 5                      | Niveau 7               | Le niveau 7 atteste la capacité à élaborer et mettre en œuvre des stratégies alternatives pour le développement de l'activité dans des contextes complexes, ainsi qu'à évaluer les risques et les conséquences de son activité. Les diplômés d'un master sont formés pour occuper des emplois de cadre. | Niveau I                  |
| Diplôme national de doctorat     | Bac + 8                      | Niveau 8               | Le niveau 8 atteste la capacité à identifier et résoudre des problèmes complexes et nouveaux impliquant une pluralité de domaines, en mobilisant les connaissances et les savoir-faire les plus avancés, à concevoir et piloter des projets et des processus de recherche et d'innovation. Les diplômés d'un Diplôme national de doctorat sont formés pour occuper des emplois de cadre.                                                                                      | Niveau I                  |

### Dispositifs et mesures particulières pour les élèves dans l'enseignement primaire et secondaire

#### Généralités
Plusieurs dispositifs particuliers existent en direction des élèves concernés par certaines situations et besoins, en vue de mettre en œuvre l'égalité des chances et leur réussite dans le système scolaire : c'est le cas notamment de la politique d'éducation prioritaire (EP) — une politique de discrimination positive visant à réduire les effets négatifs sur la scolarité des inégalités sociales et économiques, instaurée depuis les années 1980 en France —, mais aussi de dispositifs tournés vers les élèves allophones nouvellement arrivés en France (EANA) ou vers les enfants du voyage ou de familles itinérantes en raison de leur profession, par exemple. L'inclusion scolaire des élèves en situation de handicap est également l'un des enjeux du système éducatif français.

#### Politique de l'éducation prioritaire
La politique d'éducation prioritaire en France a débuté en 1981, avec l'idée de « donner plus à ceux qui ont moins », et a connu plusieurs évolutions depuis. Elle est mise en œuvre dans des zones géographiques correspondant à plusieurs critères, dont des critères socio-économiques, mais aussi de réussite scolaire et de localisation géographique,. Elle consiste notamment en l'attribution de moyens supplémentaires (en termes de personnels, de dispositifs et de finances) ; les établissements et écoles concernés font partie de réseaux. En 2014, une circulaire nommée « Refondation de l'école prioritaire » a modifié certains éléments de cette politique : les Réseaux de réussite scolaire (RRS) et les réseaux Éclair (Écoles, collèges et lycées pour l'ambition et la réussite) sont remplacés par les réseaux d'éducation prioritaire (REP) et les réseaux réseaux d'éducation prioritaire renforcée (REP+) ; une circulaire de 2017 complète les mesures liées. En 2017, ce sont 4 237 écoles et 732 collèges de l'enseignement public qui sont concernés par les REP ; ceci implique 718 100 élèves d'école (soit 12,3 % de ceux de l'enseignement public) et 366 400 collégiens (soit 14,1 % de ceux de l'enseignement public). La même année, les REP+ concernent 2 466 écoles et 365 collèges de l'enseignement public ; sont ainsi impliqués 459 800 écoliers (7,9 % de ceux de l'enseignement public) et 181 300 collégiens (7 % de ceux de l'enseignement public).

#### Le programme «Devoirs faits» au collège
Le fait d'avoir du travail à faire à la maison peut être source d'inégalités entre les élèves. Pour rétablir plus d'équité entre élèves, il existe dans les collèges, un dispositif « devoirs faits » qui permet à des élèves d'avoir un accompagnement, en plus des cours disciplinaires, pour faire leurs devoirs et consolider leurs apprentissages. La mise en œuvre de ce dispositif dépend du collège et de son projet d'établissement. Pour les élèves de milieux ruraux ayant des contraintes de transport, le dispositif est décliné en « devoirs faits à la maison ».

#### Stages de réussite scolaire pendant les vacances dans le primaire et le secondaire
Il existe des « stages de réussite » scolaire, qui se tiennent dans des écoles, des collèges ou des lycées ; ils sont destinés à des élèves volontaires, en concertation avec leurs parents, et visent à renforcer les acquis et apprentissages des élèves, tout en comblant d'éventuelles lacunes scolaires. Ces stages interviennent en plus de la classe et les professeurs qui interviennent se portent volontaires et sont rémunérés en heures supplémentaires. Les élèves sont en petits groupes et les enseignants travaillent avec eux en fonction des besoins relevés

### Internats
En 2020 et 2021, 56,8 % des lycées et 4,9 % des collèges comportent un internat. Les collégiens sont 0,4 % à être internes, les lycéens sont 7,5 % à l'être. Certains internats de lycées publics sont aussi utilisés pour des étudiants dans des formations après le baccalauréat.

## Relations entre parents et École
« Les relations entre les parents et l’école n’ont pas cessé d’être un questionnement pour tous les acteurs éducatifs » indique Annie Feyfant en 2015 dans un article nommé Coéducation : quelle place pour les parents ?, publié dans un Dossier de veille de l'ifé. Cette auteure souligne la mutation d'une école autrefois « sanctuaire du savoir » avec une distance longtemps maintenue entre celle-ci et les familles, vers une école « "ouverte" sur la société », qui s'est accompagnée de changements dans les attentes des familles comme des institutions. Annie Feyfant note également une « ambiguïté des rapports entre l’école et les parents » qui existe aussi dans d'autres pays, mais des actions possibles pour améliorer les relations, dont certaines sont parfois tendues, concernant l'ensemble des acteurs contribuant au bon développement et à l'éducation de l'enfant. La médiatrice de l’Éducation nationale pointe en 2014 des problèmes notamment de dialogue sur les sujets de « la carte scolaire, le handicap, la violence et le harcèlement, les devoirs à la maison, la discipline et les procédures disciplinaires, la pédagogie et le mode de gestion des parents séparés ». Annie Feyfant relate dans son article l'existence de différentes représentations des enseignants comme des parents, qui peuvent parfois engendrer des malentendus entre eux, mais aussi de relations des familles à la culture scolaire plus ou moins connaisseuses ou éloignées et qui peuvent déstabiliser le suivi de la scolarité des enfants ou les relations entre parents et École. De plus, les vécus de certaines situations peuvent être différents selon les personnes et les lieux. Plusieurs éléments permettent cependant d'agir sur ces éventuelles difficultés.
La communauté éducative comprend en son sein les parents d'élèves (ou les autres personnes ayant l'autorité parentale), aux côtés notamment des enseignants, directeurs ou chefs d'établissements, et de nombreux autres agents des établissements scolaires ou des collectivités locales,. La réglementation française comporte plusieurs textes donnant un cadre aux relations entre parents et École. Le rôle éducatif des parents comporte notamment, en ce qui concerne la scolarité de l'enfant ou de l'adolescent : « un droit d'information sur le suivi de la scolarité et du comportement scolaire de leurs enfants, un droit de réunion s'exerçant dans le cadre de réunions collectives ou de rencontres individuelles, un droit de participation par leurs représentants, membres ou non d'une association, élus ou désignés pour siéger dans les instances des écoles et des établissements scolaires », selon le ministère de l’Éducation nationale en 2021,. De plus, à partir de 2008, les parents d'élèves allophones peuvent recourir au dispositif « Ouvrir l’École aux parents pour la réussite des enfants » et ainsi obtenir des formations afin d'être plus facilement en mesure de suivre la scolarité de leurs enfants, en lien avec les enseignants. Il existe aussi des associations qui peuvent soutenir les parents comme les élèves.
Des dispositifs de soutien à la parentalité existent en France. De plus, le ministère de l’Éducation nationale a créé un site Web intitulé La Mallette des parents, destiné aussi bien aux adultes responsables d'enfants qu'aux enseignants, pour des élèves du primaire et du collège, proposant des informations et des outils afin de rapprocher les connaissances de ceux-ci pour contribuer à la coéducation des enfants.
Les relations entre parents et École sont souvent différentes entre les premier et le second degré d'enseignement : pour les plus jeunes, elles peuvent être quotidiennes ou assez courantes, tandis qu'à partir du collège, elles sont « plus rares et distantes ». Les recherches scientifiques indiquent que l'attention des parents ou de la famille à la scolarité d'un enfant favorise la réussite scolaire de celui-ci et le ministère de l’Éducation nationale souligne aussi que : « De bonnes relations et une coopération active entre les familles et l'école favorisent la réussite des enfants ».

## Performances éducatives

### Évaluation des performances du système éducatif
Les politiques publiques mises en place pour améliorer la réussite des élèves et les résultats du système éducatif sont notamment évaluées par des entités internes au ministère de l'Éducation nationale : la Direction de l'évaluation, de la prospective et de la performance (DEPP) ainsi que par l'Inspection générale de l'Éducation, du sport et de la recherche (IGESR). Au niveau national, des centres de recherche spécialisés dans la pédagogie sont aussi des acteurs de cette évaluation. L'un de ceux-ci est l'Institut français de l'éducation. Par ailleurs, depuis 2013, le Conseil national d'évaluation du système scolaire (CNESCO) est une entité indépendante qui a la charge de l'évaluation du système scolaire français. Il est devenu le centre national d'étude des systèmes scolaires en 2019 et a intégré dans le Conservatoire national des arts et métiers (Cnam). Le suivi de la gestion économique du système éducatif est aussi l'une des missions de l'IGESR. La Cour des comptes est un autre acteur de ce suivi. En ce qui concerne tout particulièrement les performances des élèves, des évaluations nationales interviennent à différents niveaux de la scolarité. De plus, lors de la Journée défense et citoyenneté (JDC), auparavant nommée Journée d'appel de préparation à la défense (JAPD), et créée en 1997, l'ensemble des personnes âgées de 17 ans passe des évaluations en lecture. Suivies sur plusieurs années, les données issues de ces évaluations permettent aussi de mesurer l'évolution des connaissances et des compétences des élèves quant aux éléments testés. La loi pour une école de la confiance parue en juillet 2019 a créé un conseil d'évaluation de l'école : « placé auprès du ministre chargé de l'Éducation nationale, [il] est chargé d'évaluer en toute indépendance l'organisation et les résultats de l'enseignement scolaire »,.
Des évaluations internationales permettent de comparer la performance des systèmes éducatifs à travers le monde. Le ministère de l'Éducation nationale participe à ces études en ce qui concerne la France. Les organismes qui réalisent des comparaisons internationales sont l'Association internationale pour l'évaluation de l'efficacité dans le domaine scolaire (Iea), l'Organisation de coopération et de développement économiques (OCDE), l'Organisation des Nations unies pour l'éducation, la science et la culture (Unesco), le Réseau Eurydice d'informations sur les systèmes et les politiques d'enseignement en Europe, et la Commission européenne. Les grandes études internationales récentes sont notamment les enquêtes PISA (Programme international pour le suivi des acquis des élèves), l'enquête TIMSS (Trends in International Mathematics and Science Study), l'enquête Pirls (Programme international de recherche en lecture scolaire) et l'enquête Talis (Teaching And Learning International Survey).
En 2021, un rapport de la Cour des comptes française qui évalue l'utilisation des fonds publics par le ministère de l’Éducation nationale juge que les performances de l’école française sont « médiocres » en dépit de réformes. Avec une dépense nationale d’éducation supérieure à la moyenne de l’OCDE, la performance du système scolaire français tend, selon ce rapport, à se dégrader, en particulier pour les jeunes issus des milieux défavorisés. La France a consacré en 2020 près de 110 milliards d’euros à l’éducation des élèves du premier et second degré, ce qui représente une part de 5,2 % de dépenses d’éducation dans le PIB, et se situe au-dessus de la moyenne des pays de l’OCDE (4,9 %). Pour les magistrats, « le simple fait d'augmenter la dépense d'éducation n'entraîne ni une amélioration qualitative de l'enseignement, ni une hausse des résultats scolaires ». Le problème repose selon la Cour des comptes dans « la qualité de l'organisation scolaire », « sa capacité à s'adapter », ainsi que dans « les modèles pédagogiques d'instruction ».

### La non scolarisation de certains enfants
En 2005, est mis en place un observatoire de la non scolarisation (ONS) en Guyane. La Cour des comptes indique en 2020 qu'il a « fonctionné quelques années avant de devenir une coquille vide ». En 2021, une étude scientifique soutenue par Unicef France et le Défenseur des droits fait un état des lieux de la scolarisation en Guyane, soulignant que certains enfants rencontrent des problèmes de non scolarisation et de manque ou difficultés d'accès à la scolarité,. Un rapport de la Cour des comptes de 2020 indique qu'il y aurait, en Guyane, un taux de non scolarisation situé entre 3 et 10 % des enfants agées de 6 à 16 ans, selon les indicateurs considérés. Toutefois, le taux serait en diminution entre 1999 et 2009. Malgré le manque de données précises, le nombre d'enfants privés d'école serait d'environ 10 000 en 2020. Plusieurs éléments contribuent à cela, dont : le retard dans la construction des locaux nécessaires au regard d'une croissance démographique forte (2,5 % d'augmentation par an entre 2011 et 2015), des difficultés liées à la langue pour certaines familles, un manque de personnel administratif formé pour aider les personnes ne maîtrisant pas suffisamment le français, des difficultés administratives, parfois des refus d'enregistrement d'inscription à l'école, des listes d'attente ayant parfois plusieurs mois de délai,. Contribuent aussi le manque de cantines scolaires et des difficultés de transport pour certains, par manque, dangerosité, ou coût élevé. De plus, du fait d'un manque d'attractivité pour les enseignants titulaires, les services de l’Éducation nationale recourent localement à un plus grand nombre de contractuels, ce qui entraîne aussi de nombreux changements d'affectations. Enfin, 70 % des élèves scolarisés en Guyane ont une langue maternelle autre que le français, mais peu d'enseignants ont été formés à donner cours à des élèves dans cette situation. Ceci met certains élèves et enseignants en difficulté et peut augmenter le risque de décrochage scolaire.
En ce qui concerne Mayotte, il y a peu de données sur le sujet de la non scolarisation. En 2012, seulement deux tiers des habitants de plus de 15 ans auraient été scolarisés, et en 2020 il y aurait environ 5 000 enfants privés d'école.
La Cour des comptes souligne en 2020 qu'en ce qui concerne la Guyane et Mayotte : « la non scolarisation touche en priorité certaines catégories : les enfants étrangers ou considérés comme tels, les enfants en situation de handicap, les enfants de moins de 6 ans ».
À l'échelle de la France entière, en 2016, la défenseure des droits de la France souligne qu'il existe des problèmes de non scolarisation, alors qu'il y a souhait de scolarisation : 80 % des 10 000 enfants vivant en bidonville, 30 % d'enfants des 10 000 familles logées en hébergement social, environ 75 % des 25 000 mineurs non accompagnés étrangers et une majorité des 80 000 enfants du voyage ne sont pas scolarisés, certains étant en décrochage scolaire.
En 2019, la défenseure des droits Geneviève Avenard estime qu'il y a, parmi les enfants vivant dans des bidonvilles, dans des hôtels sociaux ou en itinérance, 100 000 enfants non scolarisés. Le ministère de l’Éducation nationale les estime à un maximum de 20 000, en tenant compte de mineurs non accompagnés et d'enfants du voyage. La défenseure des droits souligne l'existence dans certains cas « d'interruption scolaire en raison d'hébergements aléatoires ou précaires » et de « refus d'inscription à l'école par les municipalités ». Il peut dans certains cas y avoir des difficultés liées à des éléments administratifs, tels que le manque d'attestation de domicile pour un enfant habitant de bidonville.

### La difficulté, l'«échec» et le décrochage scolaires à l'école, au collège et au lycée
La notion d'échec scolaire est, selon le sociologue Pierre Merle en 2016, récente. Elle apparaît à la suite de la mise en place de la scolarité obligatoire jusqu'à 16 ans en 1959. Auparavant, le fait de ne pas avoir de diplôme était courant et le monde du travail était largement ouvert aux personnes sans diplômes. Ce sociologue souligne que la notion d'échec scolaire est utilisée en lien avec plusieurs indicateurs : « les sorties de l’école sans diplôme, le retard scolaire, des compétences scolaires faibles, etc. ».
Le spécialiste des sciences de l'éducation et de la pédagogie Philippe Meirieu indique que l'expression « échec scolaire » est utilisée couramment pour désigner « des réalités très différentes », recouvrant parfois notamment l'« élève en difficulté » scolaire, qui peut avoir des besoins qui relèvent de la remédiation pédagogique, ou l'« élève en échec », expression désignant alors un élève « en rupture par rapport à l’institution, au travail et aux savoirs scolaires » et dont les besoins sont donc différents de la seule remédiation pédagogique. Le chercheur souligne toutefois que les typologies (d'élèves, par exemple) restent à considérer comme des typologies. En 2008, ce spécialiste souligne, par ailleurs, les dimensions sociales, politiques, économiques et éthiques du souci d'une société envers l'échec scolaire. Il indique également que depuis 1959 et la démocratisation de l'accès au même type d'école et au collège pour tous, il n'y a pas forcément eu une telle démocratisation dans la réussite. En 2008, selon le mode de calcul, ces institutions comportent de 15 à 25 % d'« exclus de l’intérieur ». De plus, un point de vue serait de considérer que ces élèves et leurs familles sont seuls responsables de cet état de fait, alors que la situation est plus complexe. Le chercheur souligne la difficulté de méthodologie dans l'analyse de cette situation, tout en soulignant, pour ce qui concerne le risque d'échec scolaire, différents facteurs, qui eux-mêmes peuvent avoir un rôle prédisposant, mais non prédestinant.
Un rapport établi en août 2007 par le Haut conseil de l'éducation (HCE) indique : « Chaque année, quatre écoliers sur dix, soit environ 300 000 élèves, sortent du CM2 avec de graves lacunes : près de 200 000 d'entre eux ont des acquis fragiles et insuffisants en lecture, écriture et calcul ; plus de 100 000 n'ont pas la maîtrise des compétences de base dans ces domaines »,. Selon le commentaire qui en est fait par la journaliste Véronique Soulé du journal Libération à l'époque : les « bons élèves », formant selon ce rapport 60 % de l'ensemble des élèves, réussissent bien dans l'école primaire française, mais les élèves les plus en difficulté dès le cours élémentaire ne sont pas suffisamment aidés par celle-ci et n'y progressent pas assez pour acquérir un assez bon niveau scolaire. Ce rapport indique que 25 % des écoliers à cette date ont un niveau scolaire « fragile », et 15 % qui n'arrivent déjà plus à se maintenir au niveau des autres. La journaliste indique dans son article que le HCE « ne fourni pas d'explications claires à cet échec » de l'école primaire dans la réussite de tous les élèves, et ce, dès la maternelle.
La Cour des comptes relève en 2010 que 15 % de non diplômés subissent ensuite un taux de chômage de 45 %. En 2013, la proportion d'élèves en réussite scolaire reste inférieure à celle que l'on trouve dans les autres systèmes éducatifs du monde développé. Les enquêtes internationales montrent que certains pays permettent à 15 % des élèves d'accéder au meilleur niveau scolaire. La France, elle, amène seulement 5 % des élèves à ce niveau d'excellence.
Selon la DEPP, 5 % des personnes sortant du système éducatif français en 2018 n'ont aucun diplôme et 7 % ont uniquement le diplôme national du brevet (DNB), qui s'obtient en fin de collège. 9 % des sortants de 2018 ont un CAP, un BEP ou un équivalent, 31 % ont un baccalauréat, 11 % ont un bac+2, et 37 % ont des diplômes supérieurs au bac+2.
En 2008, le spécialiste Philippe Meirieu indique que :

« Éradiquer l’échec scolaire est une finalité consubstantielle de la scolarité obligatoire dans une société qui se veut démocratique […]. Et, en matière scolaire, la lutte contre le grand échec scolaire nécessite des mesures importantes portant aussi bien sur les conditions de vie, l’aide aux familles, la scolarisation, la pédagogie et la didactique… que sur l’accompagnement des enfants par un tissu social mobilisé pour renouer les solidarités intergénérationnelles. Ce coût, néanmoins, pourrait bien s’avérer, à la longue, beaucoup moins élevé que les coûts sociaux de cet échec scolaire »

Parmi ses dispositifs de lutte contre le décrochage scolaire, la France a mis en place en 2014 un plan nommé « Tous mobilisés pour vaincre le décrochage » destiné à se poursuivre pendant plusieurs années. De plus, l'Union européenne a aussi une volonté de lutte contre le décrochage scolaire, avec notamment un objectif pour l'union d'avoir un taux moyen d'abandon de scolarité en 2020 inférieur à 10 %. Selon le ministère de l’Éducation nationale, ce taux en France est de 12,6 % en 2010 et 8,2 % en 2019.

### Niveau d'instruction et comparaison avec d'autres systèmes éducatifs dans le monde
En 2013, selon l'OCDE, sur 24 pays testés dans l'étude Piaac (Programme pour l'évaluation internationale des adultes), commencée en 2006 et portant sur 166 000 adultes entre 16 et 65 ans dont environ 7 000 en France, la France est mal classée comparativement aux autres pays étudiés. L'étude portait sur la littératie (capacité à comprendre et utiliser correctement des textes écrits dans la vie courante), la numératie (capacité à utiliser, appliquer, interpréter, communiquer, créer et critiquer des informations et des idées mathématiques de la vie courante) et la résolution de problèmes dans des environnements technologiques. Dans cette étude, la France occupe le 22e rang sur 24 pour la littératie des adultes répondants, et au 21e rang pour ce qui est des compétences scientifiques des adultes (l'utilisation des concepts numériques et mathématiques, et la résolution de problèmes dans des environnements technologiques). Cette étude souligne aussi des différences de performance selon les générations, avec de plus faibles résultats pour la tranche des personnes âgées de 45 à 65 ans que pour la tranche des personnes de 16 à 44 ans qui, elle, se rapproche de la moyenne de l'ensemble des pays étudiés. Les résultats en matière de performances lors de cette étude sont aussi plus fortement liés aux niveaux d'études, ainsi qu'à celui des parents, en France que dans de nombreux autres pays. L'étude indique aussi des liens entre niveau de performance en littératie et niveau de revenus financiers, ainsi que probabilité d'occuper un emploi. Le directeur de la direction de l'emploi, du travail et des affaires sociales de l'OCDE, Stefano Scarpetta, souligne, à propos de cette étude : « il y a trois dimensions importantes. L'accès à la formation, le développement des compétences tout au long de la vie professionnelle et l'utilisation des compétences en adéquation avec le poste occupé ».
Les évaluations du Programme international pour le suivi des acquis des élèves (PISA) (programme mené par l'OCDE avec des enquêtes tous les trois ans depuis 2000 et en particulier sur la lecture, les mathématiques et les sciences) qui évaluent l'acquisition des connaissances des jeunes de 15 ans, produisent des résultats similaires : dans le classement établi entre les pays évalués, en 2012, la France se classe au 21e rang sur 65 pays pour la lecture, au 25e rang pour les mathématiques, au 26e rang pour les sciences.
En 2014, une étude menée par le ministère de l’Éducation nationale sur des cohortes d'élèves montre que le niveau en français et en mathématiques des élèves est en baisse par rapport à 1999.
En 2016, en ce qui concerne le premier degré, l'enquête internationale Pirls, qui s'intéresse à la lecture scolaire, relève des scores moyens moindres pour la France que pour la moyenne de l'Union européenne et celle de l'OCD, tout en étant légèrement plus élevée que la moyenne mondiale. De plus, les performances moyennes de la France dans la compréhension de différents types de textes connaissent des variations entre des épreuves passées entre 2001 et 2016, avec une baisse pour la compréhension de textes informatifs, davantage que pour les textes narratifs, et une autre baisse dans les compétences complexes que sont l'interprétation et l'appréciation.
Publiée en 2020, l'enquête internationale TIMSS relative aux mathématiques et aux sciences, réalisée auprès d’élèves de CM1 et de 4e, confirme la place de la France, « significativement en dessous des moyennes internationales de pays comparables ». En mathématiques, la France est la dernière parmi les pays européens avec des résultats similaires à ceux de la Roumanie. La France est aussi avant dernière dans les pays de l’OCDE, devant le Chili. Pour les élèves de 4e, depuis 1995 « l'effondrement du niveau est spectaculaire, avec un score moyen en baisse de 47 points ».
L’enquête dispositif Cedre, interne à l’éducation nationale, concernant les élèves de 3e en 2019, confirme la baisse du niveau en mathématiques, révélant notamment que, depuis 2008, la proportion de bons élèves dans l’échantillon a régressé de 29 % à 22 %, tandis que celle des élèves faibles a augmenté de 15 % à 25 %.

### Le redoublement scolaire
Le redoublement d'un élève est plutôt courant en France jusque dans les années 2000. Il s'agit pour l'élève de faire une deuxième fois le même niveau scolaire. Cette évolution est différente de nombreux autres pays qui pratiquent, depuis les années 1970, la promotion automatique, l'élève passant automatiquement d'un niveau de classe à l'autre. D'autres pays, notamment dans l'OCDE limitent le redoublement et utilisent d'autres alternatives pour remédier ou améliorer les résultats des élèves, tels que le rattrapage en fin d'année, des écoles d'été, un suivi et un accompagnement spécifique des élèves, du tutorat, une promotion sous conditions, etc.. De plus, le redoublement est reconnu par la recherche internationale comme une pratique inefficace pour améliorer les résultats scolaires,, voire potentiellement néfaste quant à la réussite scolaire et l'estime de soi.
D'après l'étude internationale PISA de 2009, 38 % des élèves de moins de 15 ans ont redoublé au moins une fois en France, contre 15 % pour la moyenne des pays de l'OCDE. En 2012, l'enquête PISA indique que la France est le cinquième pays de l'OCDE à utiliser le plus le redoublement. Mais entre les enquêtes PISA de 2003 et 2015, le taux de redoublement en France a diminué de 17 points. Au collège, les effectifs (28 à 30 élèves par classe, contre 24 dans les années 1970 à 1990) ne permettent souvent pas aux enseignants d'envisager des redoublements. Dans ces situations, le redoublement procède plutôt d'une demande de la famille. Entre 2005 et 2013, pour le premier cycle du second degré, le nombre de redoublants est passé de 181 000 à 70 000, tandis que le nombre de redoublants en classe de seconde est passé de 15 % à 8 %. Toutefois, le Conseil national d'évaluation du système scolaire (CNESCO) indique en 2015 qu'il y a encore souvent un manque dans les établissements d'« alternatives crédibles ». En lien avec la conférence de consensus « Lutter contre les difficultés scolaires : le redoublement et ses alternatives », le CNESCO souligne qu'il y a plus de redoublement dans les classes à la fin desquelles se fait une orientation ; dans le primaire, le CP ou le CE1 sont redoublés par 7 % des élèves, avec pour objectif de résoudre des difficultés scolaires. Enfin, l'enseignement professionnel connaît peu de redoublement mais beaucoup d'élèves ayant déjà redoublé et du décrochage scolaire. Les profils des élèves soumis à un redoublement ont aussi évolué entre 2003 et 2012.
À partir de la rentrée scolaire 2015, le décret d'application de la loi pour la Refondation de l’École de la République, émis fin 2014, interdit le redoublement en maternelle et ne l'autorise plus que dans des cas exceptionnels, par exemple une hospitalisation longue avec rupture de scolarité et avec l'accord des parents pour l'école élémentaire, le collège et le lycée. Il existe une particularité pour les classes d'orientation (notamment la troisième et la seconde) car, sur demande de ses parents, l'élève qui n'aurait pas obtenu ses vœux d'orientation peut être autorisé à redoubler si cela le met en situation d'obtenir à la fin de son année de redoublement l'orientation qu'il souhaitait. Ce système est légèrement assoupli en 2018 (sauf en maternelle) pour permettre le redoublement en cas de difficultés scolaires importantes persistant malgré les dispositifs pédagogiques mis en place. Un unique redoublement est autorisé sur la scolarité primaire, et un unique redoublement (sauf exception) peut avoir lieu avant la classe de troisième.

### Les enseignants
Les enseignants ont un rôle majeur dans la réussite des élèves. L'Éducation nationale rémunère et affecte les enseignants en fonction de leur ancienneté. Les enseignants ne bénéficient pas de formation continue obligatoire. Les formations dont ils peuvent bénéficier sur demande dans le cadre du PAF (plan Académique de Formation) sont de 1 à 2 jours sur une année et ne comprennent pas de mise en situation.

### Inégalité des chances
L'OCDE note en 2012 que « la corrélation entre le milieu socio-économique et la performance [scolaire des élèves soumis au test PISA] est bien plus marquée que dans la plupart des autres pays de l'OCDE »,.
Une étude réalisée par l'Insee sur la génération d'élèves entrée en classe de sixième en 1995 selon la catégorie socioprofessionnelle des parents montre qu'un enfant de parents inactifs a 25 % de chance d'obtenir un baccalauréat. Le taux monte à 50 % pour un enfant d'employé et culmine à 90 % pour un enfant de professeur. Un rapport de la Cour des comptes en 2010 indique qu'en revanche un enfant d'ouvrier qualifié a neuf fois plus de chances de n'avoir aucun diplôme qu'un enfant de professeur,.
Les résultats de la France aux tests comparatifs PISA de 2012 entre systèmes éducatifs montrent que l'écart de performances en mathématiques, entre les élèves les meilleurs (premier quartile) et ceux qui ont les moins bons résultats (dernier quartile), est le plus élevé de tous les pays et économies participants.
Pauline Givord, analyste à l'OCDE, relève que « les élèves défavorisés ont cinq fois plus de risque de se retrouver en difficulté que les autres, en compréhension de l'écrit ». En outre, les jeunes issus de milieux populaires nourrissent peu d'ambitions d'études postbac, même quand ils sont bons élèves.
L'ouvrage L'état de l'école 2021 de la DEPP souligne lui aussi qu'« en France, les résultats dépendent fortement de l’origine sociale des élèves » et ce, davantage que dans les autres pays de l'OCDE. Par exemple, parmi les personnes de 25 à 34 ans en 2020, les enfants d'ouvriers sont 18 % à avoir un diplôme de l'enseignement supérieur, tandis que 68 % des enfants de cadres en ont un.

### Disparités territoriales
Dans son ouvrage L'état de l'école 2021, la DEPP souligne qu'il existe des disparités dans les niveaux de compétences selon les zones géographiques françaises. Par ailleurs, il existe d'autres disparités entre les territoires en ce qui concerne la démographie scolaire. Si certains départements connaissent une augmentation de celle-ci entre les années 2000 et les années 2020, il y a une diminution dans d'autres.

### Inégalité des budgets au détriment des zones défavorisées
Les écoles collèges les mieux dotées financièrement sont situés en centre-ville et disposent de bien plus de budget, que ceux implantés en zones défavorisées. Les collèges situés en ZEP ont 17 % de moins de budget que les collèges en centre-ville en 2006.

### Ressenti des problèmes de discipline
Selon l'enquête Pisa de 2017, la France est, derrière la Tunisie, le pays où « la discipline dans la classe est ressentie comme la plus dégradée des pays de l'OCDE », sur 72 pays étudiés.
Selon l'enquête Pisa de 2019, elle est « l'un des trois pays où les élèves font part des plus grandes préoccupations liées aux problèmes de discipline en classe », les deux autres étant l'Argentine et le Brésil. La même enquête relève que la moitié des élèves français, pour un tiers dans l'ensemble de l'OCDE, note que, dans la majorité des cours, il y a du bruit en classe et que le bruit réduit le temps consacré à l'apprentissage selon un peu plus de deux cinquièmes des élèves français.

## Débats actuels
Parmi les débats actuels figurent celui sur l'impact de la démocratisation ainsi que la question du libre choix des écoles et de l'autonomie des établissements. Ces questions sont fortement disputées et leur pertinence fait elle-même débat.

### La démocratisation est-elle positive?
La réforme du collège unique permettant à toute une classe d'âge de suivre le premier cycle du secondaire a commencé à la fin des années 1950 mais ne s'est achevée qu'à la fin des années 1980. Elle a été suivie par la démocratisation des études secondaires au lycée. En 1985, Jean-Pierre Chevènement, alors ministre de l'Éducation nationale lance le mot d'ordre : « 80 % d'une classe d'âge au baccalauréat », objectif repris de manière presque identique par son successeur, René Monory et repris par la loi d'orientation scolaire de 1989 par Lionel Jospin, alors ministre de l'Éducation nationale. S'ensuit une décennie de fort développement des lycées et des premiers cycles universitaires. L'innovation la plus marquante de la période est la création du baccalauréat professionnel en 1987. Il permet aux titulaires d'un BEP ou d'un CAP de compléter leurs études secondaires et même d'envisager des classes postbac. De 1987 à 1995, le nombre de bacheliers passe de 
300 000 à 500 000. 40 % de cet accroissement s'explique par le succès des bacs professionnels.
Cette démocratisation, très populaire parmi les classes sociales qui n'avaient précédemment qu'un accès limité à ces diplômes, a suscité de nombreux reproches. Un des principaux consiste à dire qu'elle produirait l'inverse des effets escomptés, c'est-à-dire qu'elle accroîtrait les inégalités de destins entre les enfants des différents milieux sociaux. Les meilleurs élèves des milieux modestes seraient noyés dans la masse des élèves en difficulté et seraient incités à la médiocrité. Les enquêtes menées à ce sujet infirment cette assertion. Les enfants des milieux modestes ont profité de la démocratisation de l'enseignement supérieur dans les années 1980. Mais les enfants des classes modestes sont également les plus nombreux à échouer dans les premiers cycles universitaires.
La deuxième critique est celle de la dévalorisation des diplômes. Pour la sociologue Marie Duru-Bellat, les diplômes se dévaloriseraient au fur et à mesure que le nombre de diplômés augmenterait. Cette thèse n'a jamais été confirmée par les études. En outre, les plus formés ont de meilleurs salaires que les moins bien formés. Enfin, dans les années 1990, le taux de chômage des diplômés est resté trois fois inférieur à celui des non-diplômés alors que les différences entre les coûts d'embauche des diplômés et des non-diplômés sont restées les mêmes. On peut expliquer ce phénomène par le fait que les emplois qui sont détruits sont en général peu qualifiés alors que les emplois créés requièrent une qualification. Dans la même période, la proportion d'emplois précaires augmente de 20 % pour les diplômés et de 60 % pour les non-diplômés. En France comme ailleurs, les tensions sur le marché du travail avantagent toujours les mieux formés.

### La question du libre choix de l'école
Dans les années 2000, les gouvernements parlent de laisser le libre-choix aux parents en supprimant la carte scolaire. Ils cherchent aussi à favoriser l'autonomie des établissements qui permettrait de valoriser les bonnes pratiques. Ces pratiques, déjà appliquées dans certains pays du monde, sont mises à l'honneur par le gouvernement français[source insuffisante].
Mais, d'après l'économiste Éric Maurin, pour que la logique de marché soit efficace, il faudrait que les parents puissent juger de la capacité d'une école à faire progresser les élèves. Or, cette capacité est très difficile à évaluer. De ce fait, les parents sont attentifs aux résultats au brevet ou au baccalauréat alors que celle-ci reflète plus la composition sociale des établissements scolaires que leur faculté à faire réussir les élèves. Pour recruter les meilleurs élèves, les établissements développent des filières d'excellence : classes bilingues dès la sixième, sections européennes, options rares, etc.
De plus, l'assouplissement de la carte scolaire contribue à accroître de manière significative les inégalités sociales à l'école, puisque dans les faits, comme le démontre le sociologue Pierre Merle, ce sont les élèves issus des catégories sociales favorisées qui tirent réellement profit de cette mesure, car leurs parents sont mieux informés sur les possibilités que leur procure cette réforme. En revanche, les enfants appartenant aux couches populaires et scolarisés dans des établissements défavorisés pâtissent de l'affaiblissement de la mixité sociale qui affecte ceux-ci. Outre l'effet pervers d'accroître les disparités de niveau scolaire liées à l'origine sociale, l'assouplissement de la carte scolaire favorise aussi une amplification des inégalités territoriales, amenant dans les pires cas à un processus de ghettoïsation des établissements les plus désavantagés. Le bilan de cette réforme s'avère donc très préoccupant, selon le sociologue, en raison de son impact néfaste pour les élèves les plus vulnérables et de ses répercussions délétères sur la société, dans la mesure où elle nuit à la justice sociale ainsi qu'à la cohésion sociale et territoriale. Afin d'y remédier, le sociologue préconise des solutions telles que le renforcement de l'attractivité des établissements populaires, ce qui pourrait se concrétiser selon lui notamment par l'instauration dans ces établissements d'options recherchées.

### Les rythmes scolaires
En primaire, les élèves ont en moyenne 24 heures de classe par semaine. Depuis 2013, les professeurs des écoles doivent en outre consacrer 36 heures annuelles aux activités pédagogiques complémentaires (APC) destinées aux élèves rencontrant des difficultés d'apprentissage). Désormais, tout le territoire est soumis au même calendrier scolaire établi sur quatre jours, mais cela va à l'encontre des recommandations de l'Académie de médecine française. Depuis la rentrée 2013, la réforme des rythmes scolaires impose le retour à la semaine de quatre jours et demi de travail. L'année scolaire des écoles primaires françaises est limitée à 144 jours, ce qui en fait l'une des plus courtes du monde.
En collège, les élèves ont 25 à 28 heures de cours (parfois plus en 4e et 3e selon les options choisies), et en lycée environ 30 à 40 heures (selon les options choisies).

### Autonomie et statut des établissements: écoles, collèges et lycées
Selon le think tank Institut Montaigne, l'absence de statut pour les établissements nuit à leur bonne gestion comme à la mise en œuvre de projets et d'objectifs en phase avec les problèmes spécifiques de chaque établissement. L'autonomie des établissements a quelque peine à s'exercer dans un système où leurs budgets sont alloués par le rectorat, dont les budgets sont eux-mêmes alloués par le ministère.

### Crise des effectifs
À partir des années 2010, l'Éducation nationale est confrontée à des difficultés croissantes pour maintenir ses effectifs. En effet, le nombre de candidats admissibles aux concours de recrutement est devenu chroniquement insuffisant en regard du nombre de postes ouverts. En 2022, le CAPES n'a pas permis de couvrir les besoins dans la plupart des disciplines, à titre d'exemple, en mathématiques, il n'y a que 816 candidats admissibles pour 1035 postes ouvert. À la baisse du nombre de candidats s'ajoute une hausse de nombre de démissions. Cette incapacité a renouveler les effectifs titulaire se traduit notamment par un recours croissant à des enseignants contractuels.
Les salaires proposés par l'Éducation nationale, avec un point d'indice qui n'a presque pas augmenté depuis 2010, sont en net retrait par rapport à ceux des postes accessibles au même niveau de diplôme dans le secteur privé. Outre les salaires peu attractifs, de nombreux autres facteurs sont cités comme contribuant à cette crise des vocations : faible considération sociale du métier, problèmes de sécurité, faiblesse des possibilités d'avancement de carrière.

### Agressions, violences verbales et problèmes de sécurité
La question de la montée de la violence scolaire se pose sur le long terme. Cette problématique devient même un véritable sujet de société dès les années 1990 : loin de diminuer, le phénomène s’accroît tant par le nombre de jeunes concernés (acteurs et/ou victimes) qu’à travers celui des établissements qui rencontrent des problèmes. 82 064 actes de violence ont ainsi été commis en 2005-2006 dans les collèges et les lycées publics.
En 2022, les chefs d'établissement de collèges et de lycées ne déclaraient pas moins de 10,2 incidents graves pour 1 000 élèves. 6 % des incidents font état de port d'armes blanches ou d'objets dangereux, coupants ou contondants.

#### Actes touchant les élèves
Un rapport sénatorial de 2019 donne des statistiques sur les infractions sexuelles contre les mineurs commises par des personnels enseignants de 2015 à 2017 :
- pour le second degré : en 2015, douze infractions dont sept donnant lieu à condamnation pénale, en 2016 treize infractions avec six condamnations pénales, en 2017 dix-sept infractions avec quatorze condamnations pénales ;
- pour le premier degré : en 2015, trois infractions toutes condamnées pénalement, en 2016 cinq infractions avec quatre condamnations pénales, en 2017 cinq infractions avec cinq condamnations pénales.

#### Actes touchant les enseignants
Les insultes et menaces concernent chaque année environ 12 % des enseignants dans l’exercice de leur métier, soit près de deux fois plus que dans l’ensemble des autres professions.
En octobre 2018, la vidéo du braquage d'une enseignante par un élève armé à Créteil fait le tour des réseaux sociaux. Ces images déclenchent des dizaines de milliers de témoignages de professeurs, qui dénoncent notamment l'absence de soutien de la part de leur hiérarchie et un sentiment d'abandon.
Le 16 octobre 2020, Samuel Paty, un professeur d'histoire-géographie, est assassiné peu après être sorti de son collège de Conflans-Sainte-Honorine, après avoir été confronté à des pressions et des menaces. Ce drame fait prendre conscience que la façon dont sont prises en considération et traitées les pressions, menaces ou agressions dont les enseignants peuvent être l’objet au quotidien est un sujet majeur. Néanmoins, entre 2018 à 2022, le pourcentage des professeurs qui s'autocensure est passé de 36 à 56 %,.
Selon un rapport de l'Ifop pour la Fondation Jean-Jaurès (2021), un professeur sur deux est victime d’une agression au cours de sa carrière de la part d'élèves ou de leurs parents. Près de la moitié d'entre eux (45 %) ont fait l'objet d'insultes ou de propos calomnieux lors de face-à-face, 28 % de menaces d'agression et 21 % d'agression physique légère (sans interruption temporaire de travail). 7 % de ces professeurs ont été arrêtés en raison d'une agression physique « lourde ».
D'une manière générale, le sentiment d’agression augmente chez les enseignants. Les principaux auteurs des agressions, qui représentent un peu plus de 9 % des dossiers de demande de protection, sont les représentants légaux des élèves (45 %) et les élèves eux-mêmes (39 %).
Cette violence a pour conséquences un métier d’enseignant perçu comme de plus en plus pénible. L’enseignant peut avoir « peur de ses élèves et, plus souvent encore, éprouve une vive lassitude, un malaise plus ou moins diffus ».
En juillet 2023, le ministre de l'Éducation nationale est entendu par la mission sénatoriale sur « les menaces et agressions contre les enseignants ». Près de trois ans après l'assassinat de Samuel Paty, la Haute Assemblée veut énoncer des propositions afin de mieux protéger les enseignants harcelés par des islamistes.

## Statistiques

### Population scolaire et de l'enseignement supérieur
De 1960 à 1985, le nombre d'élèves en maternelle a été multiplié quasiment par deux, du fait de davantage d'entrées à l'école avant l'âge de 6 ans. Dans l'enseignement élémentaire, ces années ont été marquées par une forte diminution du nombre d'élèves, du fait de l'évolution démographique en France.
Des années 1970 à 2020, il y a eu une augmentation du nombre de collégiens d'environ 50 %. Il y a eu une relative stabilisation de ces effectifs entre 2000 et 2020 à l'échelon national. Cependant, l'évolution du nombre de collégiens a varié selon les académies.
Dans les lycées, entre les années 1960 et 2020, le nombre d'élèves a été multiplié par presque quatre. Les périodes de plus forte croissance ont été entre 1960 et 1966, et de 1985 à 1990. Il y a eu diverses évolutions selon les territoires mais aussi les types de lycées et de secteur d'enseignement public ou privé. En 2016, la filière professionnelle comporte 38 % des lycéens, bien que le CNESCO indique que « dans les faits, cette filière reste mal connue et mal aimée » et que sa présidente, Nathalie Mons indique qu'elle répond aussi à un enjeu de démocratisation du système scolaire.
Entre 2009 et 2020, le nombre d'élèves du primaire en France a diminué de 1,7 %, avec des territoires qui se différencient par une croissance ou une diminution des effectifs. Le nombre de naissances en France est en déclin plus marqué depuis 2011 et ceci a des répercussions sur le nombre d'élèves les années suivantes. En maternelle, chaque année depuis 2013 voit une diminution des effectifs. C'est à partir de 2017 que l'école élémentaire voit une nouvelle baisse de ses effectifs s'enclencher.

#### Population scolaire et de l'enseignement supérieur
Le graphique et le tableau suivant montre la population scolaire de l'enseignement primaire, de secondaire et de l'enseignement supérieur public ainsi que privés en France métropolitaine et dans les départements d'Outre-Mer (effectifs exprimés en milliers).
- Premier degré
- Second degré
- Enseignement supérieur

| Données                                                     | Année 2004 - 2005 | Année 2006 - 2007 |
| Élèves, apprentis et étudiants                              | 15 004 400        | 14 972 847        |
| ----------------------------------------------------------- | ----------------- | ----------------- |
| Nombre d'élèves des premier et second degrés                | 12 125 700        | 12 062 139        |
| dont public                                                 | 10 098 000        | 10 039 955        |
| dont écoliers                                               | 6 585 500         | 6 644 108         |
| dont collégiens (1er cycle et SEGPA)                        | 3 305 500         | 3 207 181         |
| dont lycéens (2d cycle général et technologique)            | 1 515 500         | 1 491 184         |
| dont lycéens professionnels (2d cycle professionnel)        | 719 200           | 719 666           |
| Nombre d'étudiants                                          | 2 268 400         |                   |
| dont universités (IUT compris)                              | 1 424 500         | 2 254 386         |
| dont classes préparatoires aux grandes écoles               | 73 147            | 1 399 177         |
| dont sections de techniciens supérieurs (STS) et assimilées | 230 275           |                   |
| Nombre d'apprentis (y compris CPA)                          | 383 000           | 424 354           |
| Autres (second degré agriculture et spécial santé)          | 227 300           | 231 968           |
| Nombre de personnels                                        |                   |                   |
| Écoles, collèges et lycées                                  | 1 307 000         | 1 109 765         |
| Enseignants (y compris privé)                               | 887 600           | 880 068           |
| dont enseignants des établissements publics                 | 742 600           | 735 567           |
| Non-enseignants                                             | 419 400           | 204 946           |
| Enseignement supérieur public                               | 145 600           | 145 933           |
| Enseignants                                                 | 88 800            | 89 698            |
| Non-enseignants                                             | 56 800            | 56 235            |
| Nombre d'écoles, de collèges et de lycées (EN)              | 68 012            | 67 077            |
| dont public                                                 | 59 041            | 58 205            |
| dont écoles                                                 | 56 628            | 55 667            |
| dont collèges                                               | 6 988             | 7 011             |
| dont lycées professionnels                                  | 1 702             | 1 696             |
| dont autres lycées, y compris polyvalents                   | 2 614             | 2 623             |
| dont écoles régionales d'enseignement adapté                | 80                | 80                |

En 2020, lors de la rentrée scolaire, en France (métropole et départements et régions d'outre-mer (DROM) compris), ce sont 15,9 millions d'élèves, étudiants et apprentis (dont 12,8 millions d'élèves et apprentis) qui sont inclus dans le système éducatif français (public et privé). Le secteur qui connaît la plus forte croissance est celui de l'apprentissage, notamment dans l'enseignement supérieur.

### Genre, résultats scolaires et orientation
La Direction de l'évaluation, de la prospective et de la performance (DEPP) constate dans sa publication L'état de l'école 2021 plusieurs différences entre groupes d'élèves selon leur sexe concernant les résultats scolaires et l'orientation. Ainsi, les filles sont un peu plus nombreuses que les garçons à avoir une maîtrise satisfaisante dans les compétences liées au français lors des évaluations de début de CP, CE1, sixième et seconde générale et technologique. En ce qui concerne les mathématiques, il y a une variabilité selon les niveaux de classes, lors de ces évaluations : en début de CP, les filles sont légèrement plus nombreuses que les garçons à avoir une maîtrise satisfaisante des compétences évaluées, mais en début de CE1, ce sont les garçons qui sont plus nombreux ; il y a un même taux de maîtrise pour les deux groupes en début de sixième. De plus, les garçons ont souvent davantage confiance en leurs capacités à répondre aux questions que les filles.
En matière d'orientation, des disparités entre les genres se font jour : L'état de l'école 2021 de la DEPP indique qu'en ce qui concerne les filles, elles privilégient la voie générale et technologique, au détriment de la voie professionnelle, et qu'elles sont encore plus rares en apprentissage. Elles sont par ailleurs moins nombreuses que les garçons dans les filières ou les options scientifiques. Les filles réussissent mieux que les garçons lors des examens et sont moins nombreuses à quitter le système scolaire non diplômées ou avec le seul brevet des collèges. Les filles sont plus nombreuses que les garçons parmi les étudiants de l'enseignement supérieur, mais les garçons sont plus nombreux qu'elles dans les filières sélectives. À la fin des études initiales, les filles sont 52 % d'entre elles diplômées de l'enseignement supérieur, tandis que les garçons le sont pour 40 % d'entre eux.

### Scolarisation des élèves en situation de handicap
En 2006, 232 300 élèves en situation de handicap sont scolarisés en France.
Lors de la rentrée scolaire 2020, les personnes en situation de handicap scolarisées sont plus de 451 000,. Elles sont réparties entre le « milieu ordinaire » (85,2 % d'entre elles) et les établissements hospitaliers ou médico-sociaux (14,8 % d'entre elles). Ces derniers sont sous la tutelle du ministère chargé de la Santé. Si les effectifs dans les milieux spécialisés sont stables entre 2019 et 2020, il y a une augmentation de 6,3 % d'élèves en situation de handicap scolarisés en milieu ordinaire, avec une plus forte augmentation dans le secondaire que dans le primaire, y compris dans les dispositifs Ulis.

### Scolarisation des élèves allophones nouvellement arrivés
Les élèves allophones nouvellement arrivés ayant des besoins éducatifs particuliers en français langue seconde (FLS) sont en nombre croissant entre les années scolaires 2017 et 2018. Ils sont environ 67 900 à l'école élémentaire (primaire hors maternelle), au collège et au lycée. Leur nombre correspond à 0,69 % des effectifs scolaires dans le premier et le second degré d'enseignement. Toutefois, la répartition de ces élèves et leur proportion dans la population scolaire dépend fortement du territoire géographique et des départements. Un élève allophone nouvellement arrivé dans le système éducatif français est inscrit dans le milieu ordinaire, dans une classe de son niveau scolaire. Des dispositifs d'aide peuvent être mis en place en parallèle, avec des temps partiels ou pleins dans certains dispositifs. Par ailleurs, la mise en place de dispositifs et d'une prise en charge adaptés à leurs besoins est moins rapide dans le second degré que dans le premier, avec parfois des délais de plus de quinze jour après le test de positionnement. En 2018, les élèves allophones concernés sont ainsi 90 % à avoir un dispositif de soutien linguistique.

### Insertion professionnelle et éducation
Le niveau de diplôme obtenu a un rôle dans l'insertion professionnelle des jeunes gens. Ce n'est toutefois pas l'unique facteur : la conjoncture économique en est un autre. Le niveau de diplôme lors de la sortie initiale du système éducatif influe sur l'insertion professionnelle pendant au moins sept ans. Il influe aussi sur la catégorie socioprofessionnelle. Un an près sortie du système scolaire, le taux d'emploi est plus élevé parmi les apprentis que parmi les élèves ayant étudié dans les formations avec statut scolaire. Toutefois, les apprentis sont moins nombreux à continuer des études. Les diplômés de l'enseignement supérieur ont, quant à eux, un taux d'emploi et un salaire net médian plus hauts que les autres.

### Personnels et établissements de l’Éducation nationale
Pour l'année scolaire 2020, l’Éducation nationale compte 1 201 500 personnels en poste. Parmi ceux-ci, se trouvent 869 300 enseignants dans le premier et le second degré, ces derniers se répartissant entre enseignement public (726 800 enseignants) et enseignement privé sous contrat (142 500 enseignants). 320 800 autres de ces personnels ont d'autres missions telles qu'administration, direction, assistance éducative, animation pédagogique, inspection, etc.
Lors de l'année scolaire 2020, l'Éducation nationale comporte 48 950 écoles, 6 950 collèges et 3 750 lycées et EREA (établissement régional d'enseignement adapté).

### Nombre d'élèves par enseignant
Au fil des décennies, le nombre moyen d'élèves par enseignant a varié. Il est par ailleurs différent selon les niveaux d'enseignement.
Dans l'enseignement primaire public, le nombre moyen d'élèves par enseignant est de 20,8 en 2014, et de 19,4 en 2019. Dans l'enseignement primaire privé sous contrat, il y a au contraire une légère hausse du nombre d'élèves moyen par enseignant. Toutefois, le privé ne comptant pas d'école en éducation prioritaire dans laquelle une partie des classes sont dédoublées, le nombre d'élèves moyen par enseignant est plus élevé que celui de l'enseignement public. À titre comparatif, la moyenne d'élèves par enseignant en élémentaire (sans compter la maternelle ou les équivalents) en Union européenne est de 13,5 en 2018.
Dans l'enseignement du second degré public français, en 2019, le nombre moyen d'élèves par enseignant est de 12,9, tandis qu'il est de 14,4 dans le privé. Pour le collège, en 2018, le nombre moyen d'élèves par enseignant est de 14,5 en France. La moyenne au sein de l'Union européenne pour les cursus équivalents est de 11,9. Le nombre moyen d'élèves par enseignant en France dans le second cycle de l'enseignement secondaire (tous cursus confondus) est de 11,3, ce qui se rapproche de la moyenne dans l'Union européenne qui est de 11,2.

## Sociologie des personnes travaillant à l'Éducation nationale et du corps enseignant
Pour l'année scolaire 2018, l'Éducation nationale emploie 1 145 300 personnes, dont 870 900 enseignants qui se répartissent entre écoles et établissements du second degré publics (728 450 enseignants) et privés (142 450 enseignants). Parmi les autres personnels, 274 400 ont des « missions d'assistance éducative, d'administration, de direction, d'animation pédagogique, de soutien à l'enseignement, d'inspection, etc. », selon le ministère de l'Éducation.
Au printemps 2014, une enquête de l'institut Sociovision pour la mutuelle générale de l’éducation nationale (MGEN) fait ressortir que le corps enseignant de la maternelle au lycée a subi un rajeunissement et qu'un enseignant sur quatre a moins de 35 ans.
L'enquête effectuée en 2014 pour la MGEN souligne par ailleurs que l'enseignant nouveau a davantage « des convictions et des valeurs fortes » que la population générale et que ses engagements dans des causes sont plus variés et ponctuels que ce n'était le cas précédemment.
Le corps enseignant français est décrit comme appartenant très largement à la gauche politique, de telle manière que l'on a pu parler de « tradition séculaire d'un vote à gauche des maîtres et professeurs ». Ainsi, à l'élection présidentielle de 2012, les enseignants déclarent vouloir voter pour 79 % d'entre eux pour le candidat François Hollande au second tour contre seulement 12,5 % pour le candidat Nicolas Sarkozy. Les études montrent que les enseignants recrutés à la fin des années 1970 sont les plus ancrés à gauche, ceux arrivés à partir des années 1990 étant moins marqués politiquement. Demeurant globalement à gauche, le corps enseignant s'éloigne toutefois progressivement des organisations syndicales,.
La féminisation des personnels de l'éducation nationale est également décrite comme un élément essentiel de la transformation de celle-ci. Ainsi, en 2013, 69,2 % des personnels de l'Éducation nationale sont des femmes. De plus, depuis les années 1950, en France comme dans d'autres pays d'occident, la proportion de femmes parmi les enseignants s'accroît. Dans l'enseignement primaire, le pourcentage de femmes parmi les enseignants, de 65 % en 1954, dépasse les 82 % en 2013 et il est de 91 % dans les écoles privées. Une étude de la Direction de l'évaluation, de la prospective et de la performance (DEPP) faisait état d'une proportion de 77,8 % en 2000 et 81,7 % en 2011, pour le primaire (82,2 % en 2013). Le pourcentage de femmes enseignantes dans le secondaire est également élevé : entre 2000 et 2011, la DEPP le voit passer de 56,7 % à 57,9 % (58,2 % en 2013 selon le ministère de l'Éducation). Par ailleurs, en 2014, les femmes représentent même 82 % des enseignants ayant moins de 35 ans. Selon la journaliste du Figaro Marie-Estelle Pech en 2013, la proportion moindre d'hommes parmi ces enseignants résulte notamment du fait que le métier « s'est dévalorisé, les élèves venant de milieux de plus en plus hétérogènes », ainsi que du fait que les jeunes hommes diplômés de l'enseignement supérieur dans des domaines scientifiques ont de meilleures opportunités de rémunération dans d'autres carrières que celle de professeur.
Selon la journaliste Marie-Estelle Pech en 2013, le pourcentage de femmes en poste devient de plus en plus faible à mesure que l'on considère l'importance de celui-ci dans la hiérarchie. Ainsi, fin 2008, il y a 6 femmes rectrices d'académie et 23 hommes recteurs, ce qui fait 20,7 % de femmes à cette fonction. Les chefs de service, directeurs adjoints et sous-directeurs sont des femmes pour 31,4 % d'entre eux, et un peu moins d'un directeur sur cinq de l'administration centrale est une femme. En ce qui concerne l'enseignement supérieur et la recherche, en 2008, les femmes représentent un peu plus du tiers des effectifs.
Une étude concernant les motivations à devenir enseignant, faite par les administrateurs Jean-Richard Cyterman et Alain Lopes et citée par la journaliste Marie-Estelle Pech fait ressortir que pour les hommes, « l'exercice d'un métier de service public » a été souvent le principal, tandis que pour les femmes, ce sont plus souvent « le désir de s'occuper d'enfants », « l'équilibre entre leur vie professionnelle et leur vie privée » ou la vocation.
Par ailleurs, si une assez grande proportion d'enseignants avaient pour conjoint d'autres enseignants à certaines périodes, en 2014, pour les moins de 35 ans, la proportion de personnes dans cette situation a diminué (avec 15 % de conjoints dans l'éducation nationale et 58 % de conjoints dans les entreprises du secteur privé).
En 2014, l'étude faite pour la MGEN établit également une autre mutation dans les origines des enseignants, avec davantage d'enfants de cadres d'entreprises privées.

## Investissement éducatif
Une étude a été menée par France Stratégie (institution rattachée au premier ministre français, créée en 2013) en 2016. Une simulation des gains pour la croissance économique associés à des réformes éducatives améliorant le niveau moyen des élèves français, pour atteindre ceux de l'Allemagne et de la Corée a été menée en 2016.

## Mixité sociale

### Notion de mixité sociale à l'école
La notion de mixité sociale à l'école convoque les valeurs républicaines d'égalité et de fraternité, dans le sens d'un vivre ensemble qui serait favorable d'une part à la cohésion sociale et d'autre part qui pourrait soutenir les classes sociales les plus défavorisées dans leur égal accès à une éducation de qualité. Cette dernière est considérée comme étant un facteur important pour l'émancipation (puisque l'éducation prépare l'accès futur au travail) et pour l'exercice de la citoyenneté.
La mixité sociale à l'école est mesurée par la répartition des classes sociales des familles des élèves déterminées par les ressources financières et/ou par la profession des parents, mais aussi par la représentation de populations particulières (élèves en situation de handicap, élèves allophones, enfants issus du voyage, etc.). Ces répartitions scolaires sont comparées aux répartitions observées dans la population générale, à l'échelon local ou national. La mixité peut aussi être étudiée sous l'angle ethnoculturel ou selon le niveau scolaire des élèves. Il n'existe cependant pas de consensus sur la définition de la mixité sociale à l'école.
En 2002, paraît le rapport de Jean Hébrard, La mixité sociale à l’école et au collège, adressé au ministre de l’Éducation nationale,. Celui-ci traite de certains aspects de la ségrégation scolaire, tout en mettant en avant l'intérêt de la sectorisation scolaire comme outil de lutte contre la ségrégation sociale, ainsi que d'un travail de réconciliation au sujet de la mixité sociale et scolaire auprès des parents comme des enseignants, tout ceci afin « de reconstruire une culture scolaire susceptible de permettre à l'enseignement obligatoire de jouer son rôle intégrateur ». Le sociologue Pierre Merle souligne en 2012 que ce rapport souligne un manque de connaissances au sujet de la ségrégation scolaire dans le système éducatif français, jusqu'alors taboue dans certaines de ses institutions, et qu'il contient également des propositions pour y remédier. Cet auteur indique que ce rapport n'a pas été suivi d'actions. Pierre Merle indique que l'idéologie dominante, en 2012, est globalement que « Les élèves doivent leur réussite scolaire à leur travail, leurs mérites, leurs goûts, leurs ambitions », alors que les contextes de scolarisation des élèves ont un rôle fort quant à leur réussite scolaire, selon de multiples études, françaises comme internationales, avec des conséquences aussi bien pour l'individu que pour la société.
Selon Julien Grenet, directeur de recherche au CNRS, professeur à l'école d'économie de Paris, et président du comité de suivi de la réforme d'Affelnet à Paris (un système informatique gérant l'affectation des élèves de troisième vers les lycées à Paris, depuis 2008, modifié en 2020,,), en 2021, on constate une baisse de la ségrégation scolaire et sociale dans les lycées publics parisiens, ségrégations qui étaient auparavant plus élevées que dans le reste du pays.

### Inégalités sociales de performance scolaire
Des inégalités en matière de niveau scolaire et d'obtention des diplômes selon les catégories sociales sont observées. Ainsi, pour ce qui concerne le bac, les inégalités demeurent fortes comme en témoigne l'Observatoire des inégalités le 28 juin 2016. Il apparaît qu'alors que neuf enfants d'enseignants sur dix sont bacheliers, ce n'est le cas que de quatre enfants d'ouvriers non qualifiés. D'une manière générale, les enfants d'enseignants sont ceux qui ont les plus fortes chances d'avoir le bac, les écarts avec les autres classes professionnelles s'étant accrus entre 1996 et 2002. L'accroissement des inégalités de performance scolaire selon l'origine sociale est également constaté par un expert de l'OCDE et dans une note de la DEPP. De plus, les filières d'enseignement sont différentes selon les catégories sociales : des disparités dans les pourcentages de bac général, bac technologique et bac pro sont observées selon la profession des parents.

### Critiques
La mixité sociale est évoquée comme facteur d'amélioration de la performance éducative. Si elle peut constituer un facteur positif (sous réserve de maîtriser le degré d'hétérogénéité), elle ne constitue pas le seul facteur. Son importance relative par rapport à d'autres facteurs pourrait être faible et demeure mal décrite. De plus, les familles des élèves les meilleurs pourraient craindre un nivellement par le bas si la mixité sociale entraîne une trop forte hétérogénéité de niveau scolaire et pourraient, soit changer de commune (limitant ainsi la mixité sociale territoriale), soit choisir des écoles privées élitistes. Le collège unique avec une forte mixité sociale nécessiterait la mise en place d'ateliers de soutien aux plus faibles et d'enrichissement des plus forts, comme cela est mis en place dans d'autres pays. Enfin, la cohabitation d'élèves de culture différentes doit faire l'objet d'une réflexion des équipes éducatives afin de ne pas favoriser les tensions.
Plus que la ségrégation sociale, c'est la ségrégation ethnique qui pourrait poser problème pour la réussite scolaire, avec une concentration forte dans certains établissements d'élèves allochtones en échec scolaire, dont les besoins éducatifs sont renforcés.
En revanche, l'OCDE considère que la qualité des enseignants est un facteur majeur de performance éducative (en améliorant le niveau moyen et en réduisant les écarts). La sociologue Marie Duru-Bellat affirme que plus que la mixité sociale et la composition de la classe, c'est la qualité de l'enseignant qui influence notablement la progression des élèves.
Une politique d'augmentation de la mixité dans les écoles semble devoir s'accompagner en parallèle (voire au préalable) de démarches de formation et d'accompagnement des enseignants, notamment pour ce qui concerne la pédagogie en classes hétérogènes.
La formation, l'accompagnement et la revalorisation des métiers de l'enseignement constituent selon l'OCDE des actions essentielles pour améliorer le système éducatif. Le niveau de rémunération des enseignants du primaire est cependant inférieur en France par rapport à celui pratiqué dans d'autres pays, alors que les études démontrent que l'amélioration de l'école primaire est essentielle pour réduire les écarts de réussite de la scolarité ultérieure. Le niveau de rémunération des enseignants, unifié par des grilles nationales, ne semble plus devoir être considéré isolément. Il semble qu' il faille également prendre en compte le pouvoir d'achat des enseignants. Ce dernier peut être faible du fait des niveaux de loyers pratiqués dans certaines agglomérations, ce qui peut nuire à l'attractivité du métier dans certaines zones et contribuer à la pénurie d'enseignants actuellement observée dans les secteurs socialement défavorisés. Un axe d'intervention actuel porte ainsi sur l'ouverture de logements à loyers modérés pour favoriser l'installation durable d'enseignants dans l'enseignement secondaire dans certaines communes en Île-de-France.

#### Des taux de réussite aux examens artificiellement gonflés
En 2024, le ministère de l’Éducation nationale confirme que les taux de réussite aux examens étaient gonflés artificiellement. Ainsi, le taux de réussite au brevet est passé de 73 % en 1990 à 89,1 % en 2023, avec des variations encore plus importantes pour certaines académies comme Créteil dont le taux de réussite a été gonflé de 6 points de pourcentage en 2023. Il en est de même pour le baccalauréat dont le taux de réussite passe de 75,5 % en 1990 à  95,7% en 2023, une hausse liée à l’évolution du processus de correction des épreuves.

## Abus sexuels dans le système éducatif français

### Abus sexuels contre des mineurs
L'affaire des agressions sexuelles de lycéens, certaines par soumission chimique, par un professeur agrégé du lycée Pierre-Bayen, révélée en 2024, souligne l'inertie du rectorat et de l'Éducation nationale[non neutre].